# Peter Paul Rubens

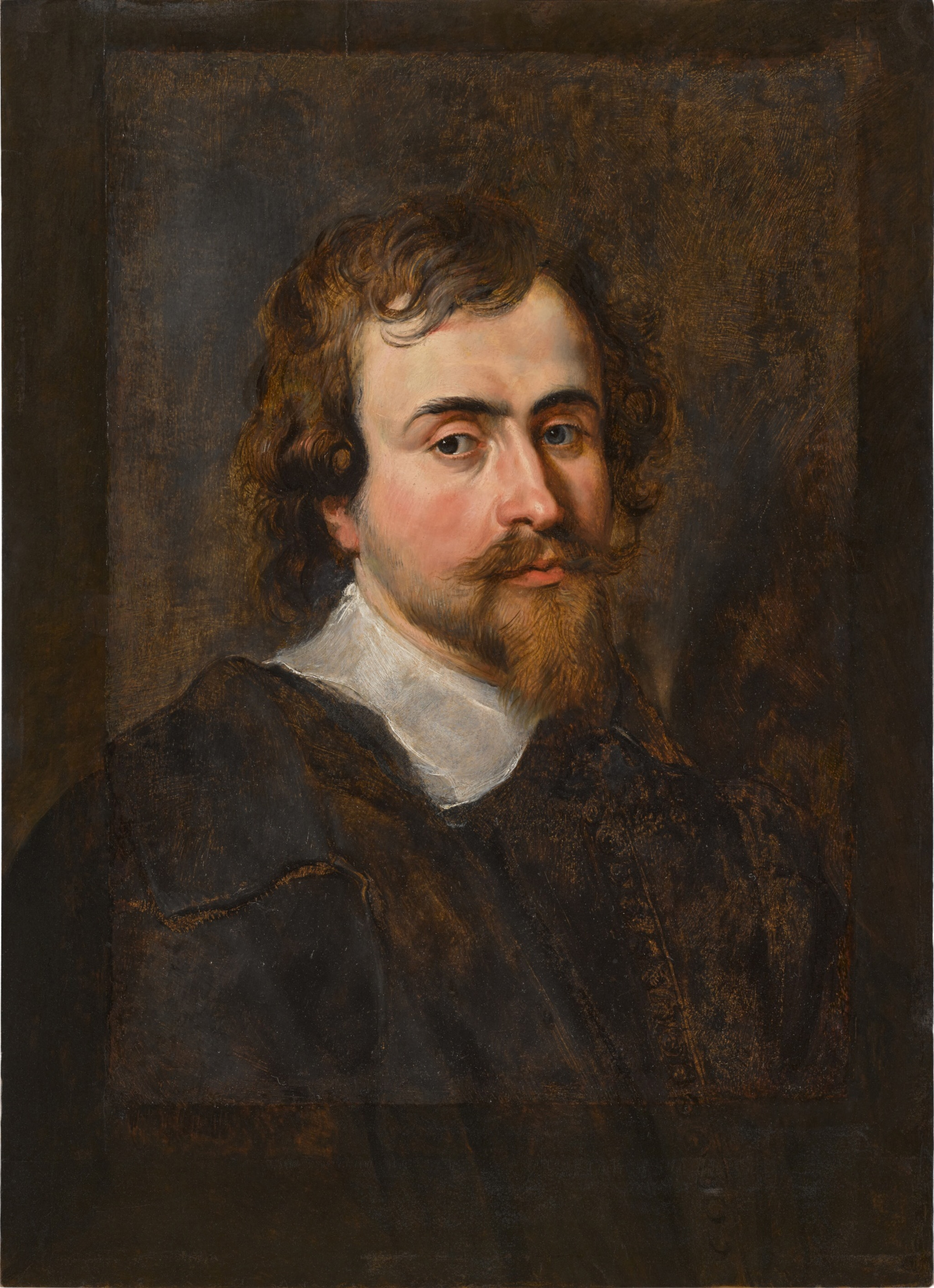
Autoportret, 1611-12

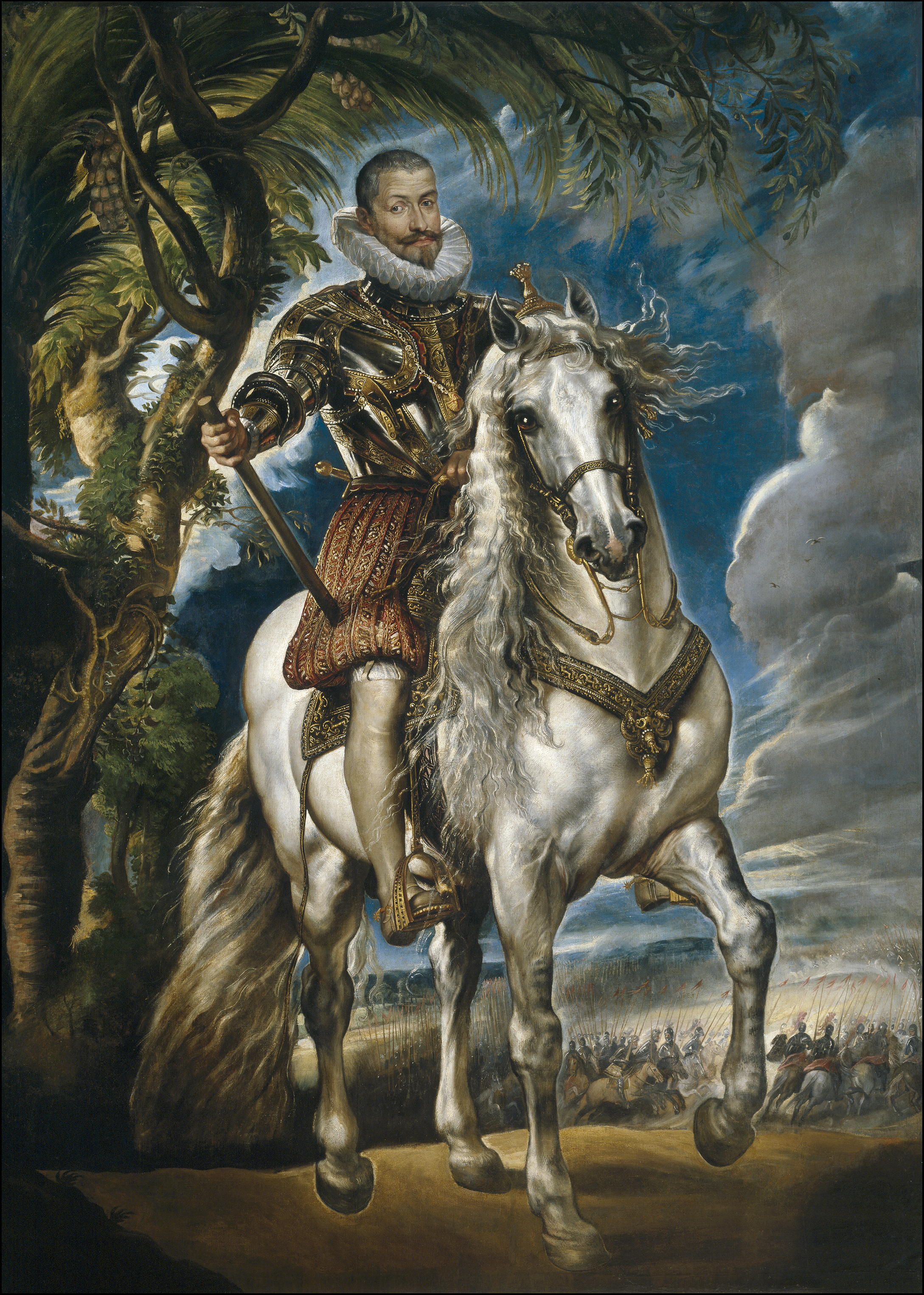
Portret księcia Lermy (1603), Prado, Madryt

Upadek Faetona (1604-05), National Gallery of Art, Waszyngton

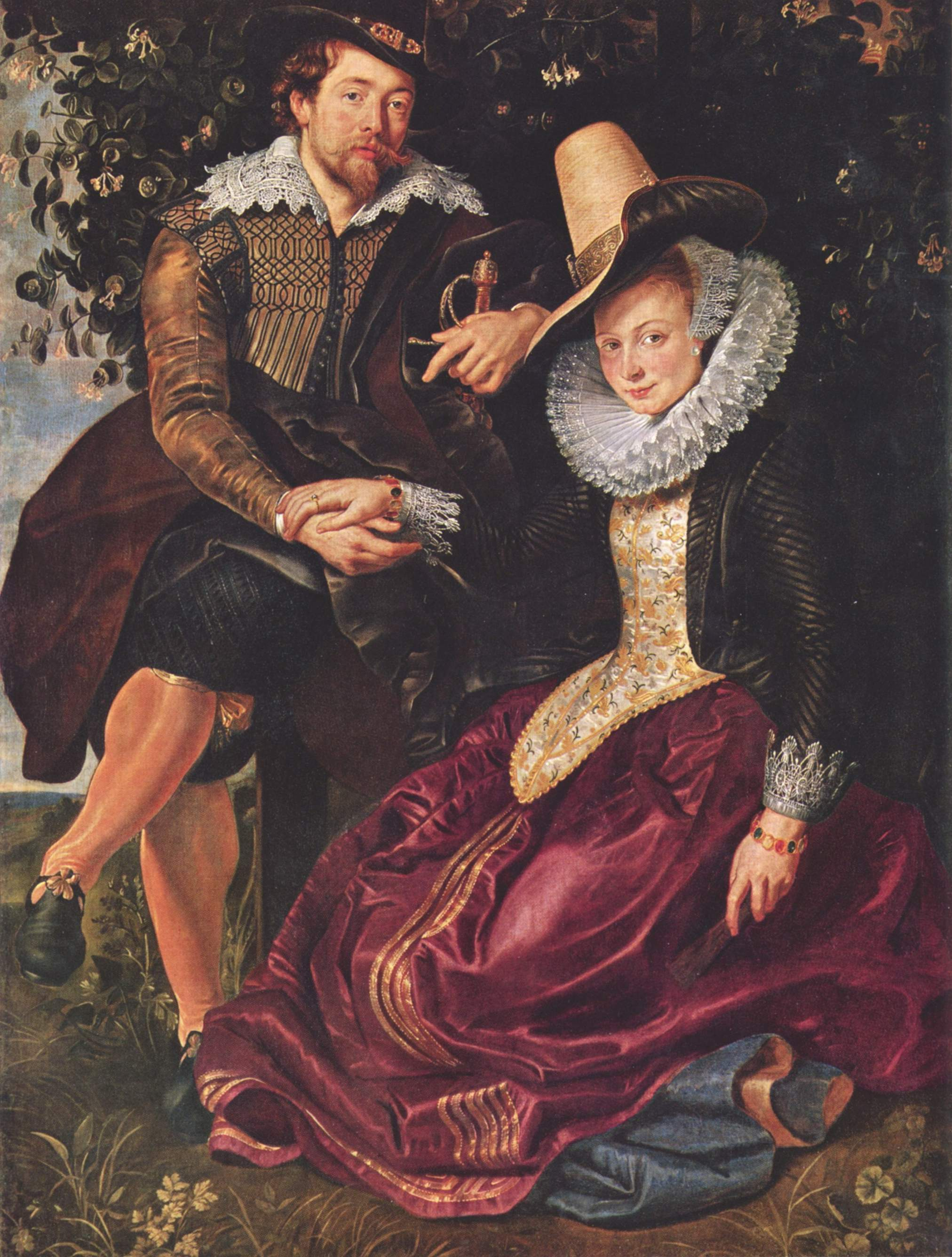
Autoportret z Isabelą Brant (1609-10), Stara Pinakoteka, Monachium

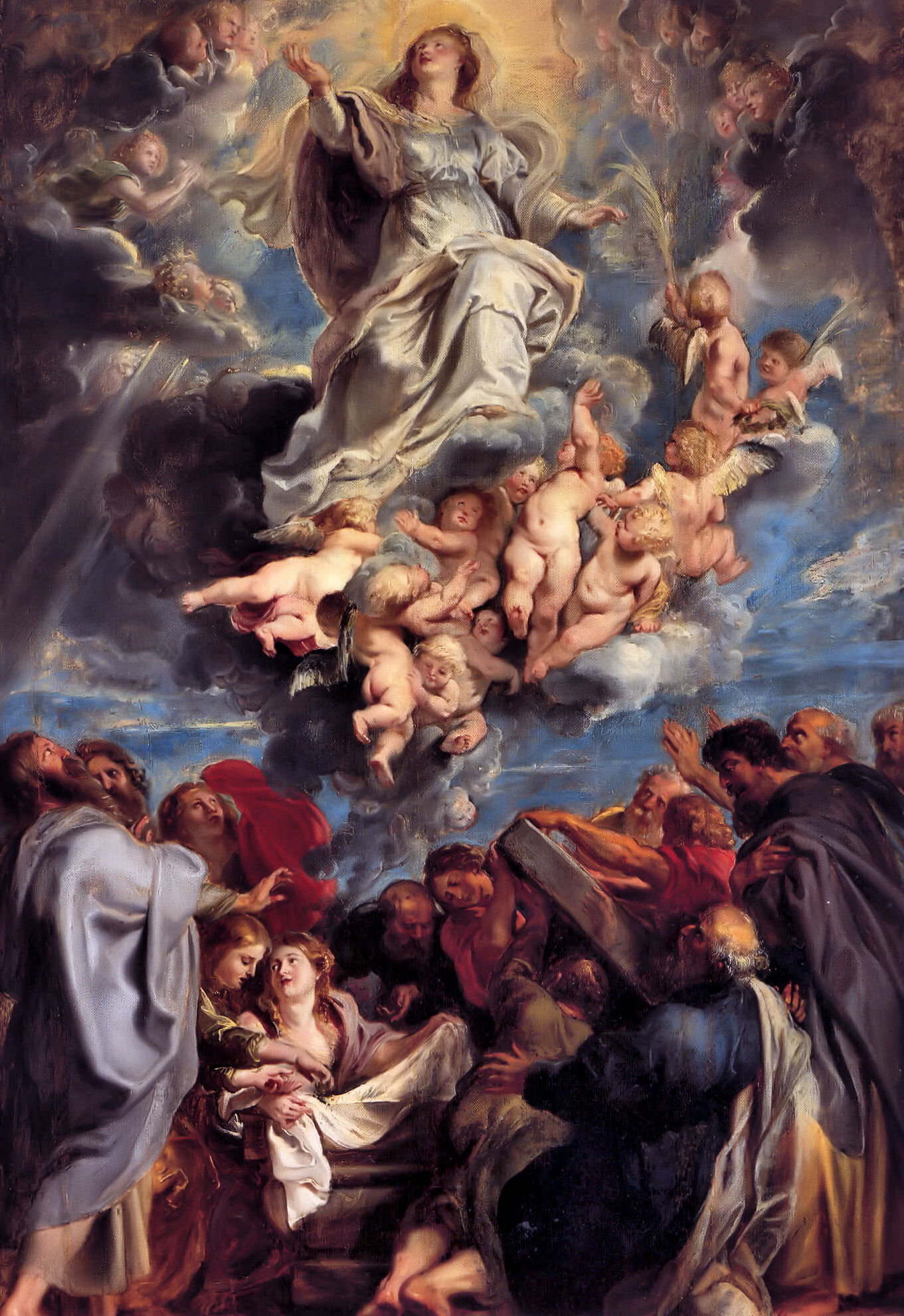
Wniebowzięcie NMP (1611-1614), Kunsthistorisches Museum, Wiedeń

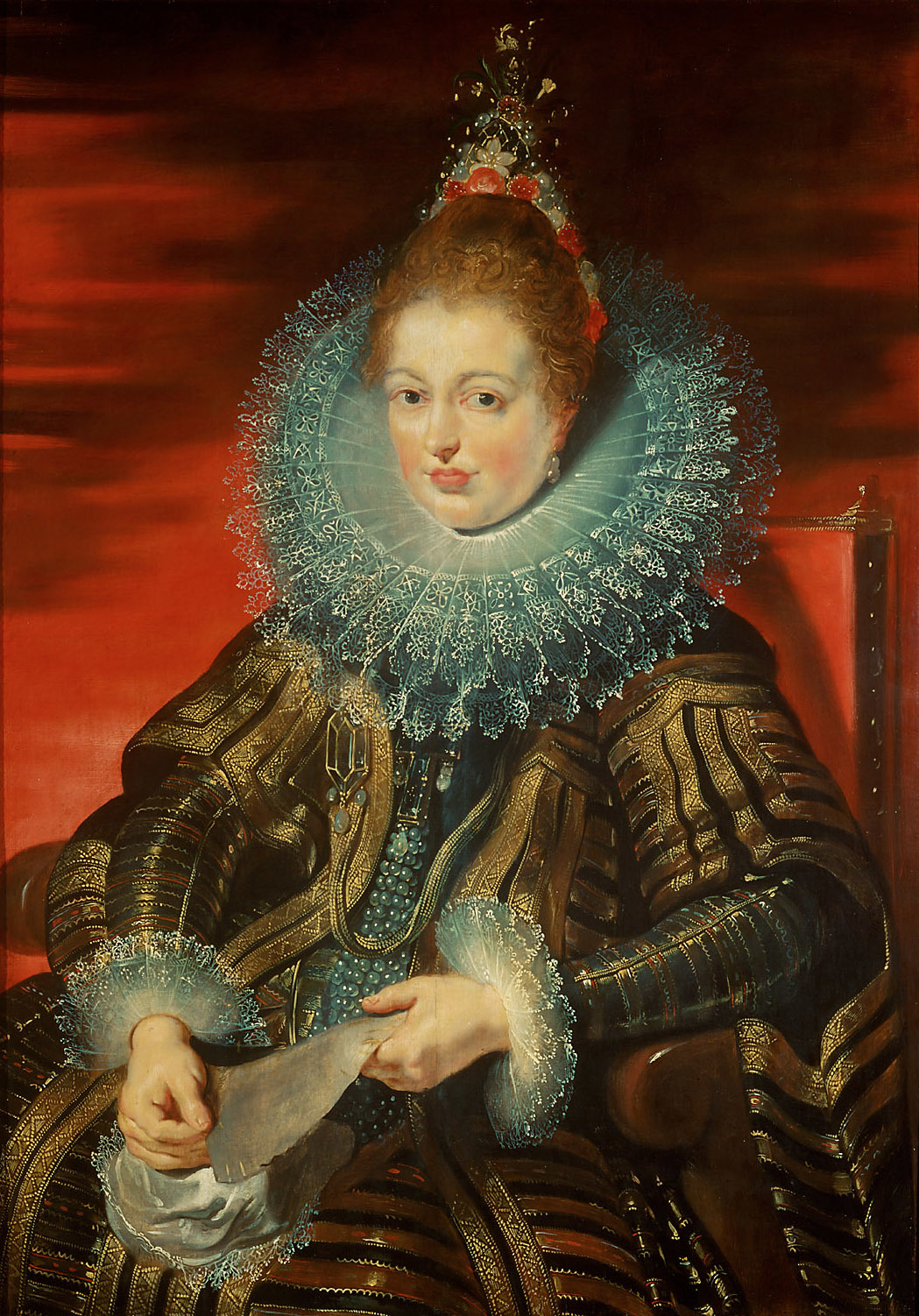
Infantka Izabela Klara Eugenia (1615), Kunsthistorisches Museum, Wiedeń

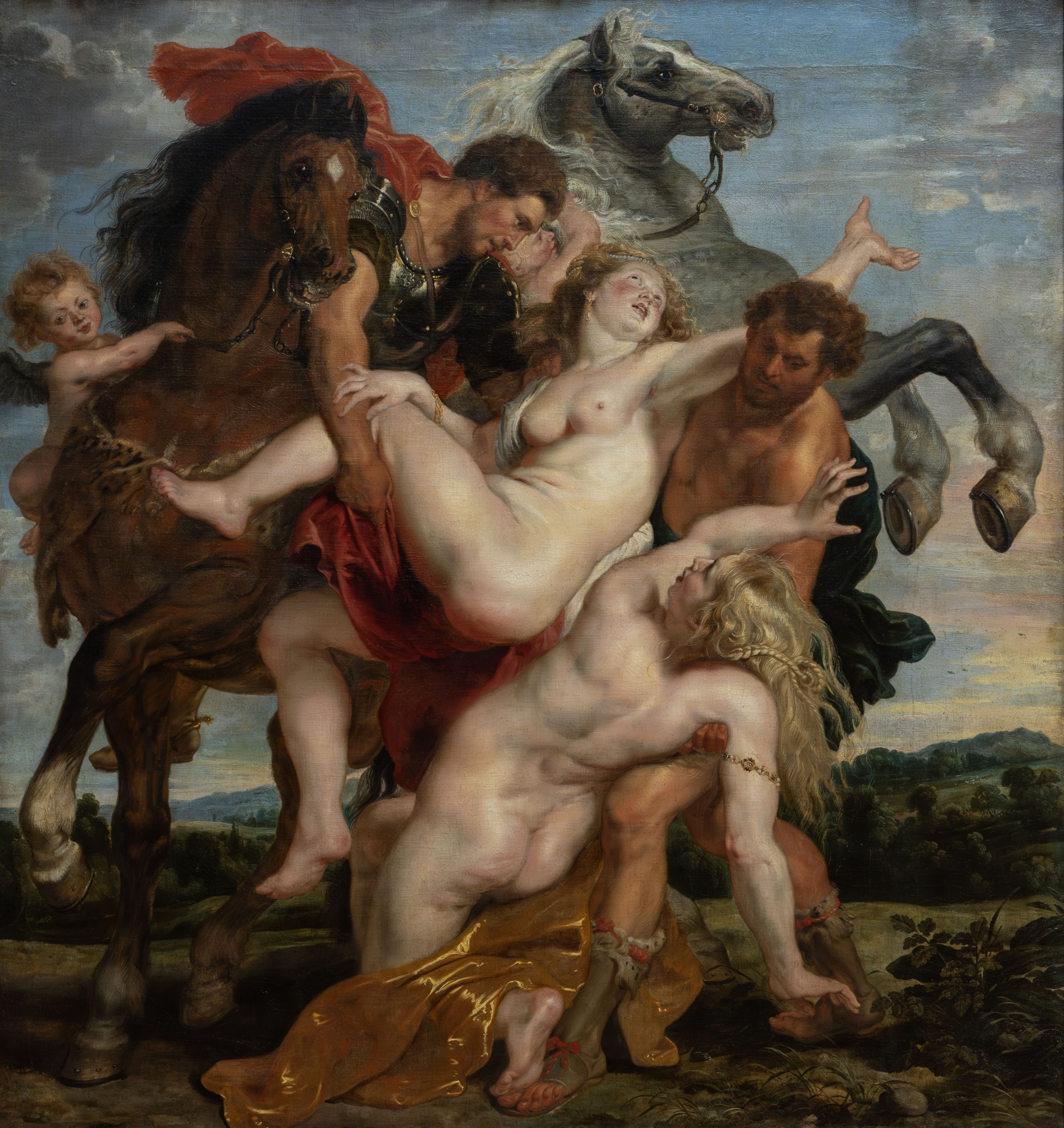
Porwanie córek Leukippa (ok. 1618), wraz z Janem Wildensem, Stara Pinakoteka, Monachium

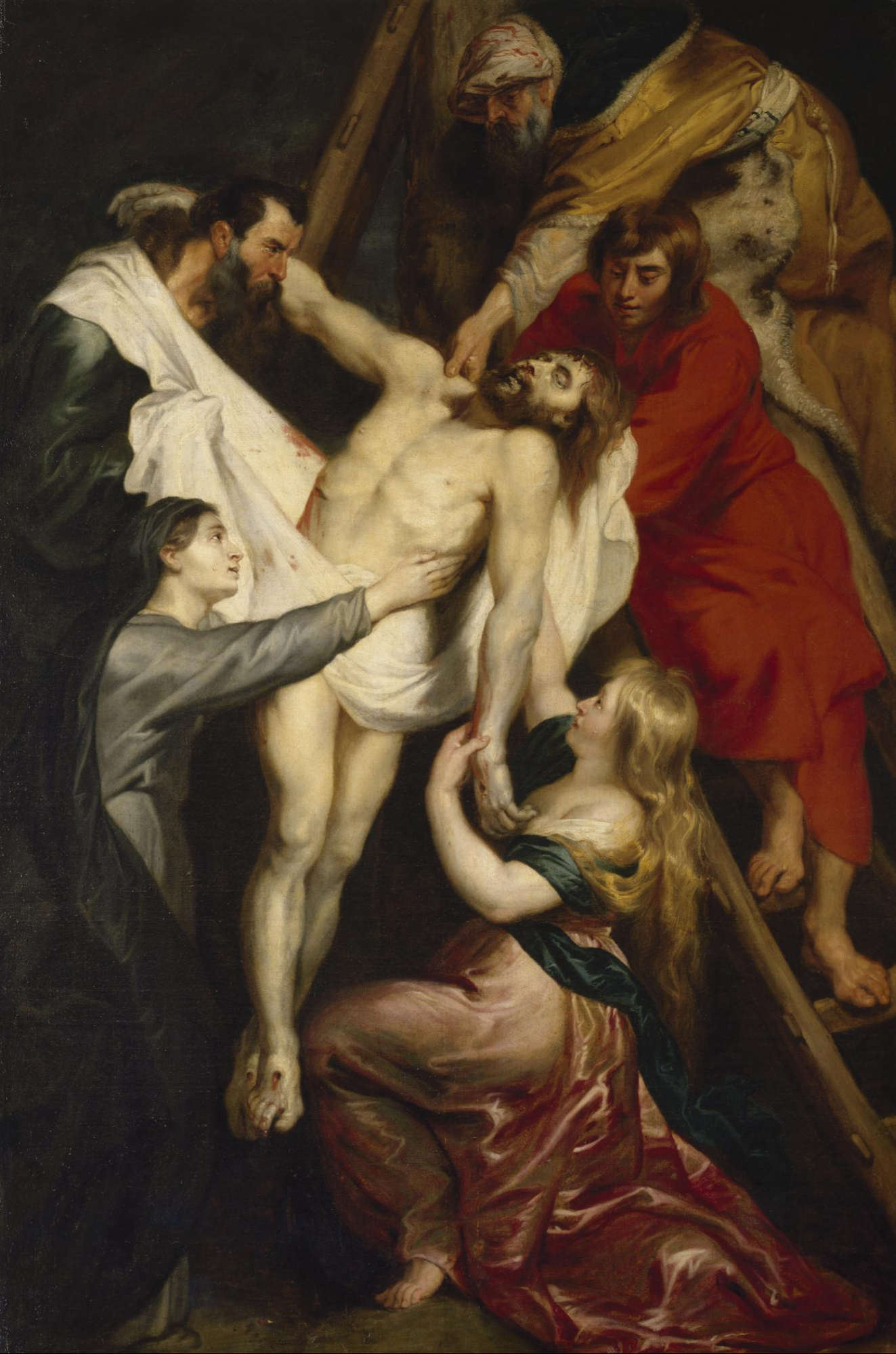
Zdjęcie z krzyża (1618), Ermitaż, Petersburg

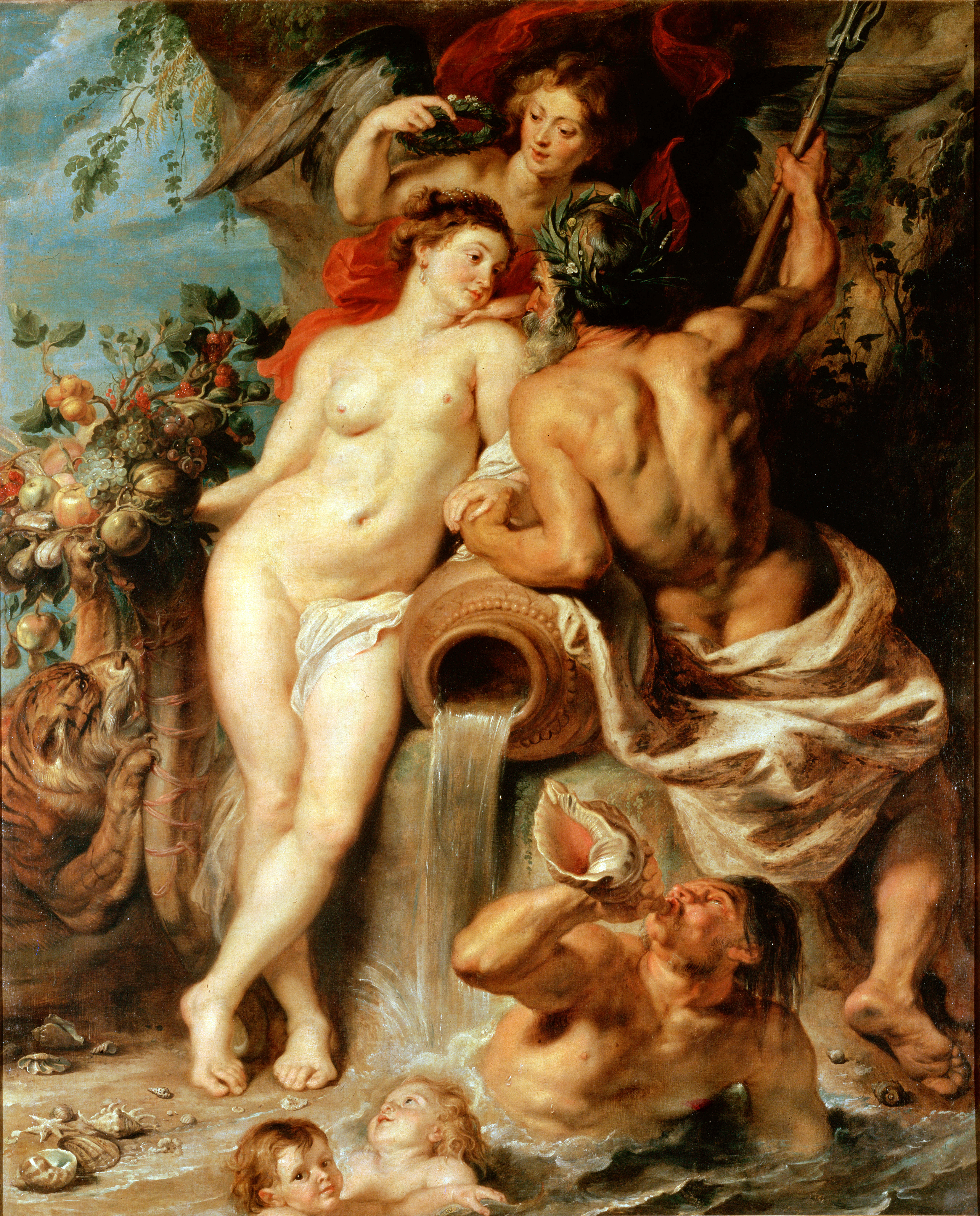
Zjednoczenie Wody i Ziemi (ok. 1618), Ermitaż, Petersburg

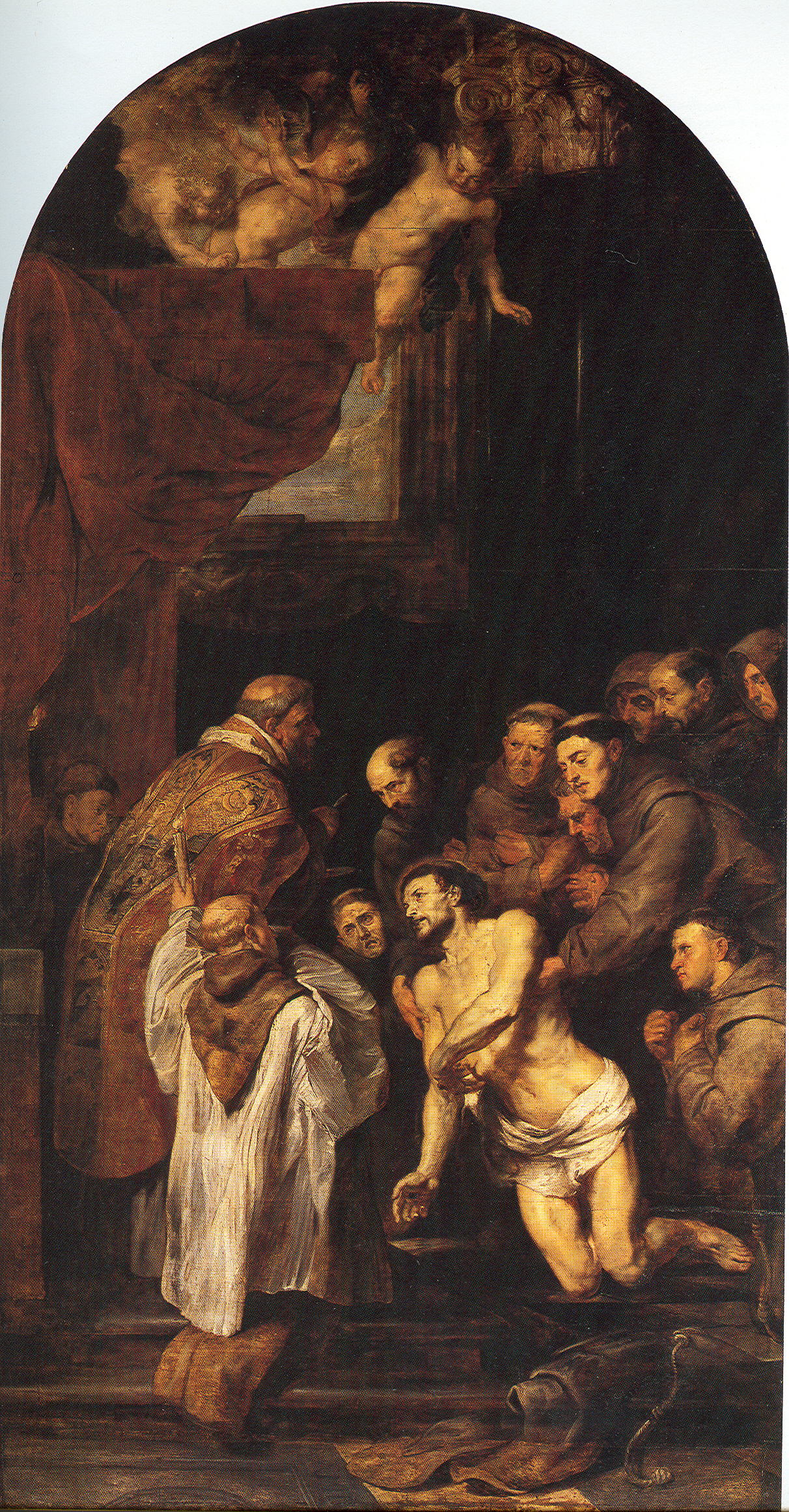
Ostatnia Komunia Św. Franciszka z Asyżu (1619), Fitzwilliam Museum, Cambridge

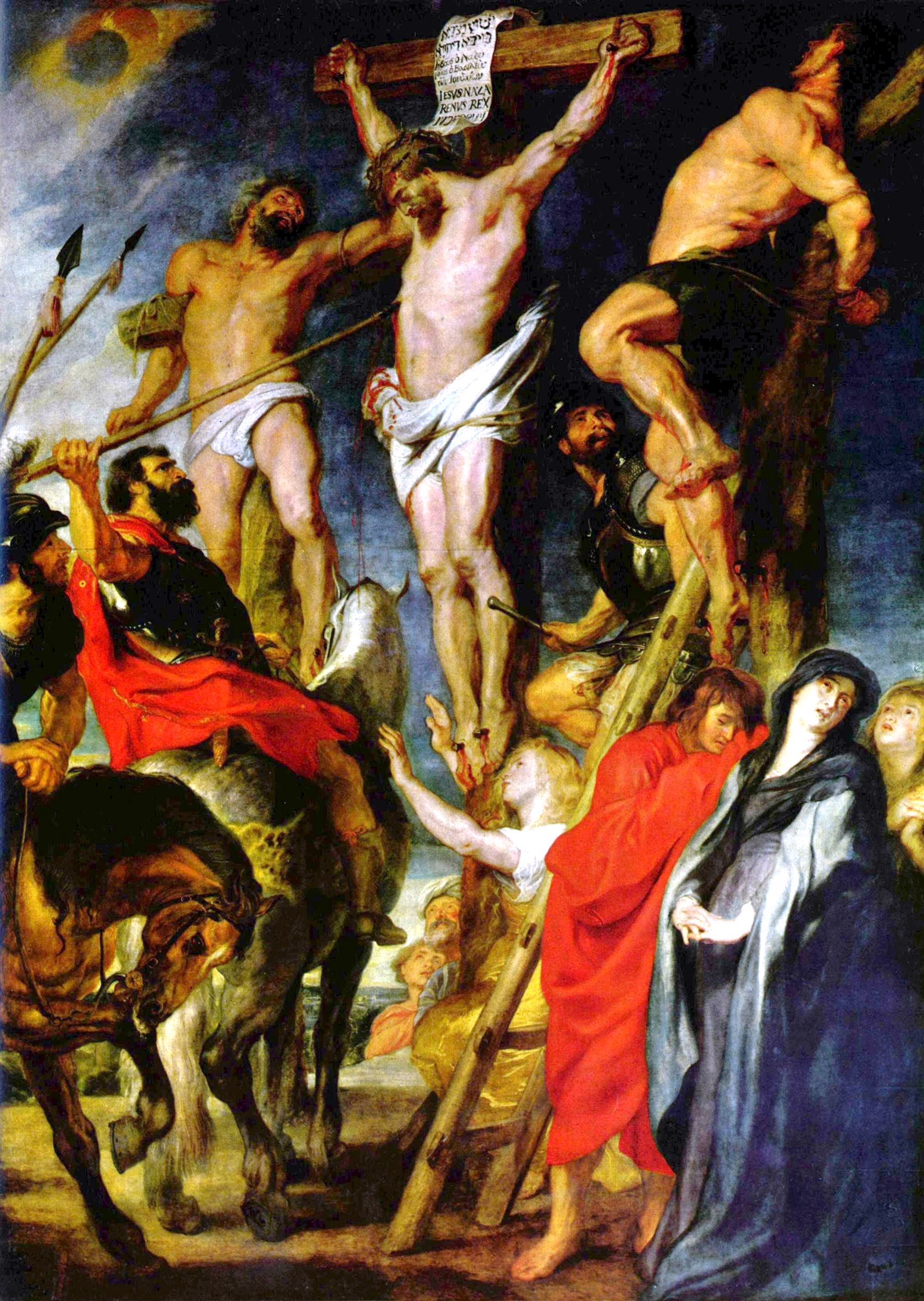
Przebicie włócznią (1620), Koninklijk Museum voor Schone Kunsten, Antwerpia

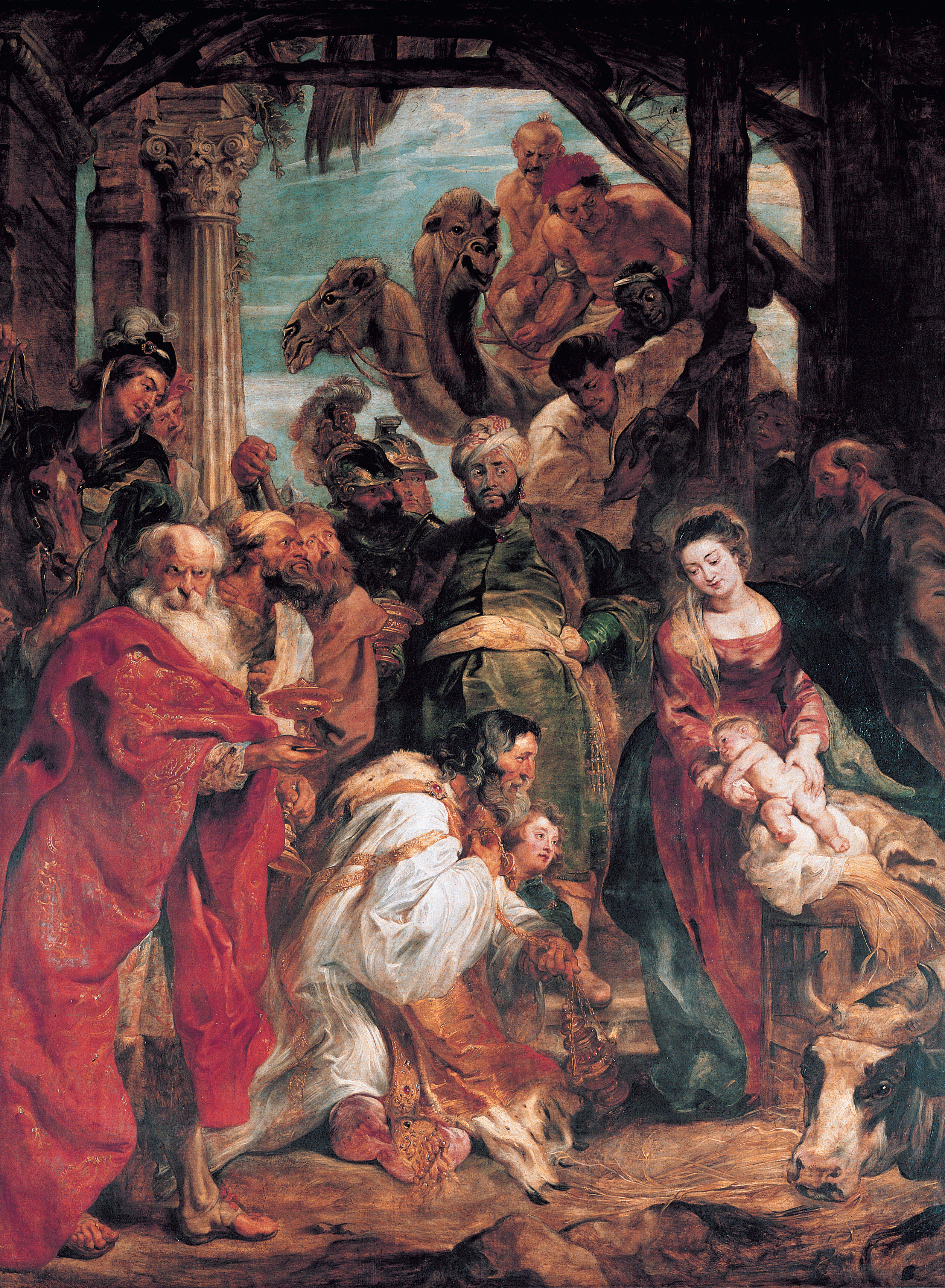
Pokłon Trzech Króli (1624), Koninklijk Museum voor Schone Kunsten, Antwerpia

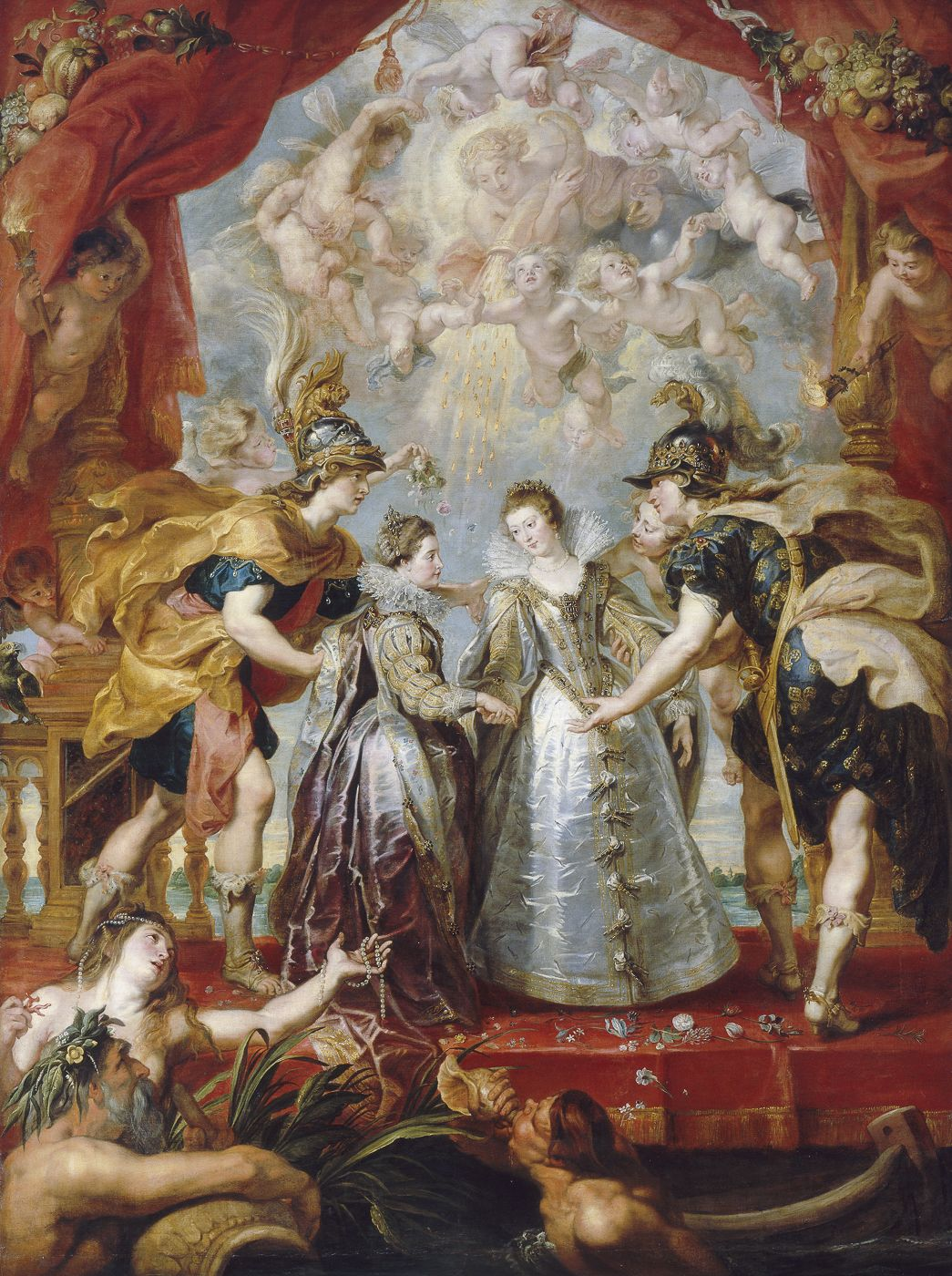
Wymiana księżniczek (1622-25), Luwr, Paryż

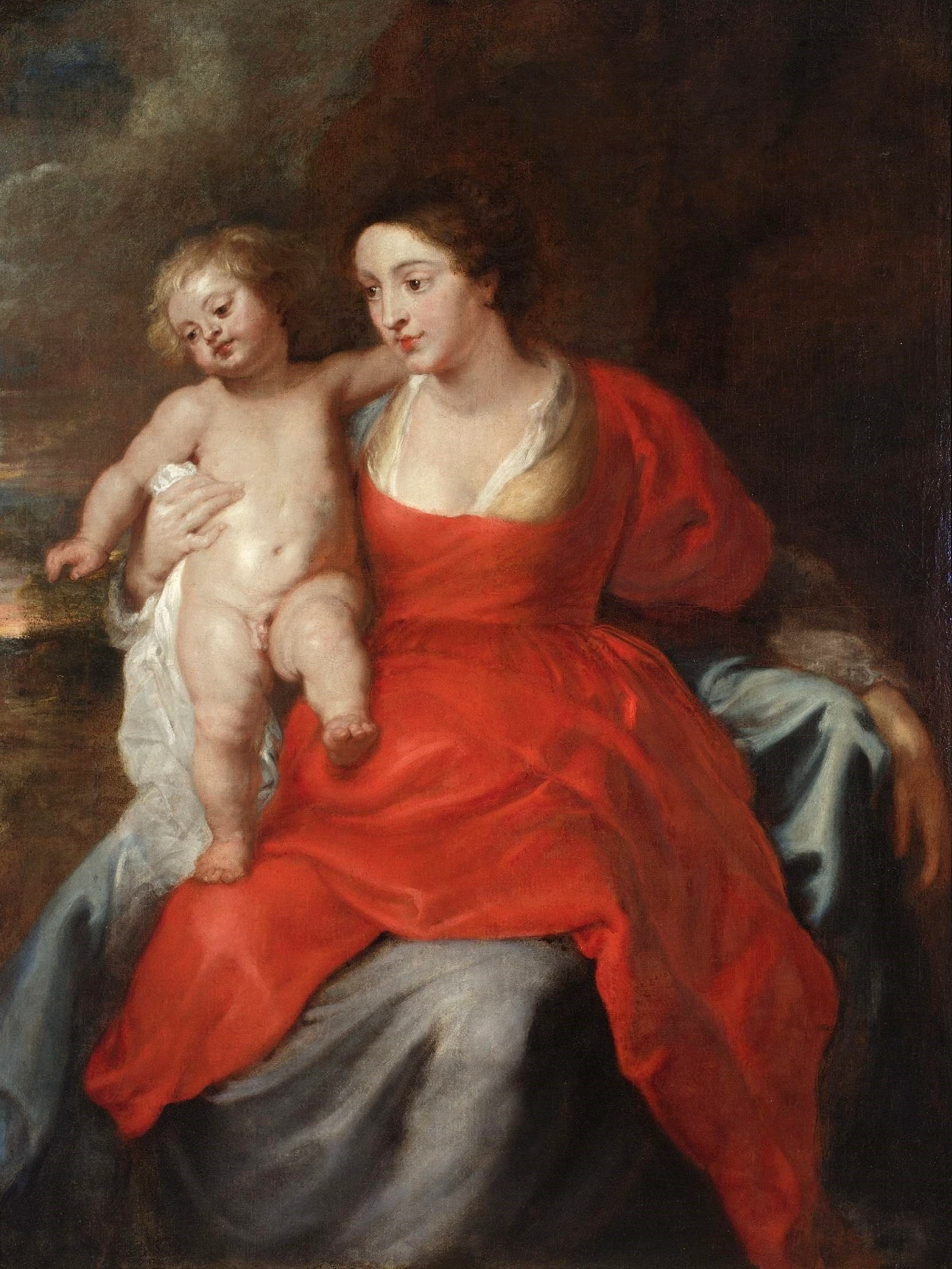
Madonna z Dzieciątkiem (1630), wraz z Erasmusem Quellinusem II, Muzeum Pałacu Króla Jana III, Warszawa

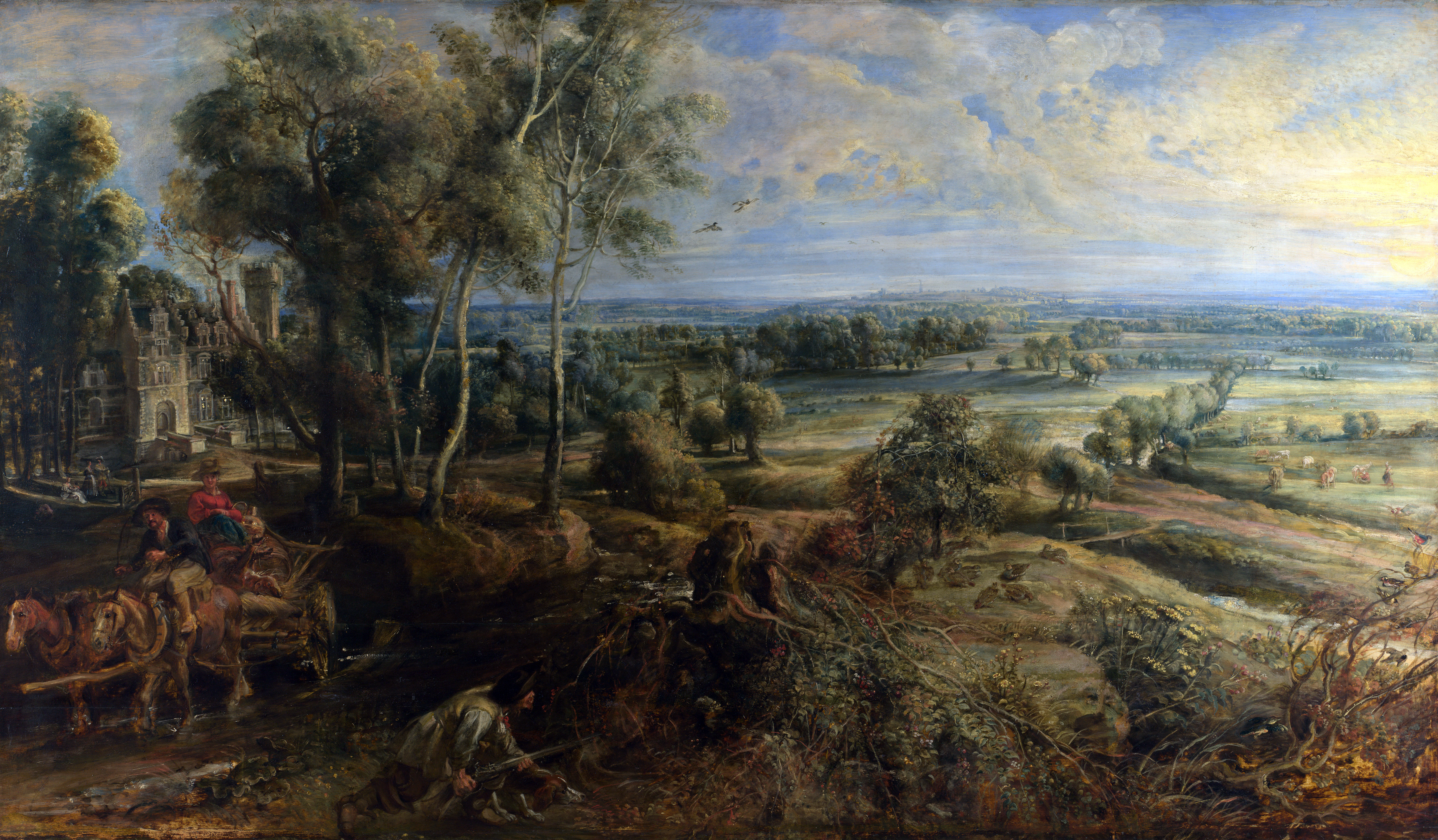
Krajobraz z zamkiem Steen (ok. 1635), Kunsthistorisches Museum, Wiedeń

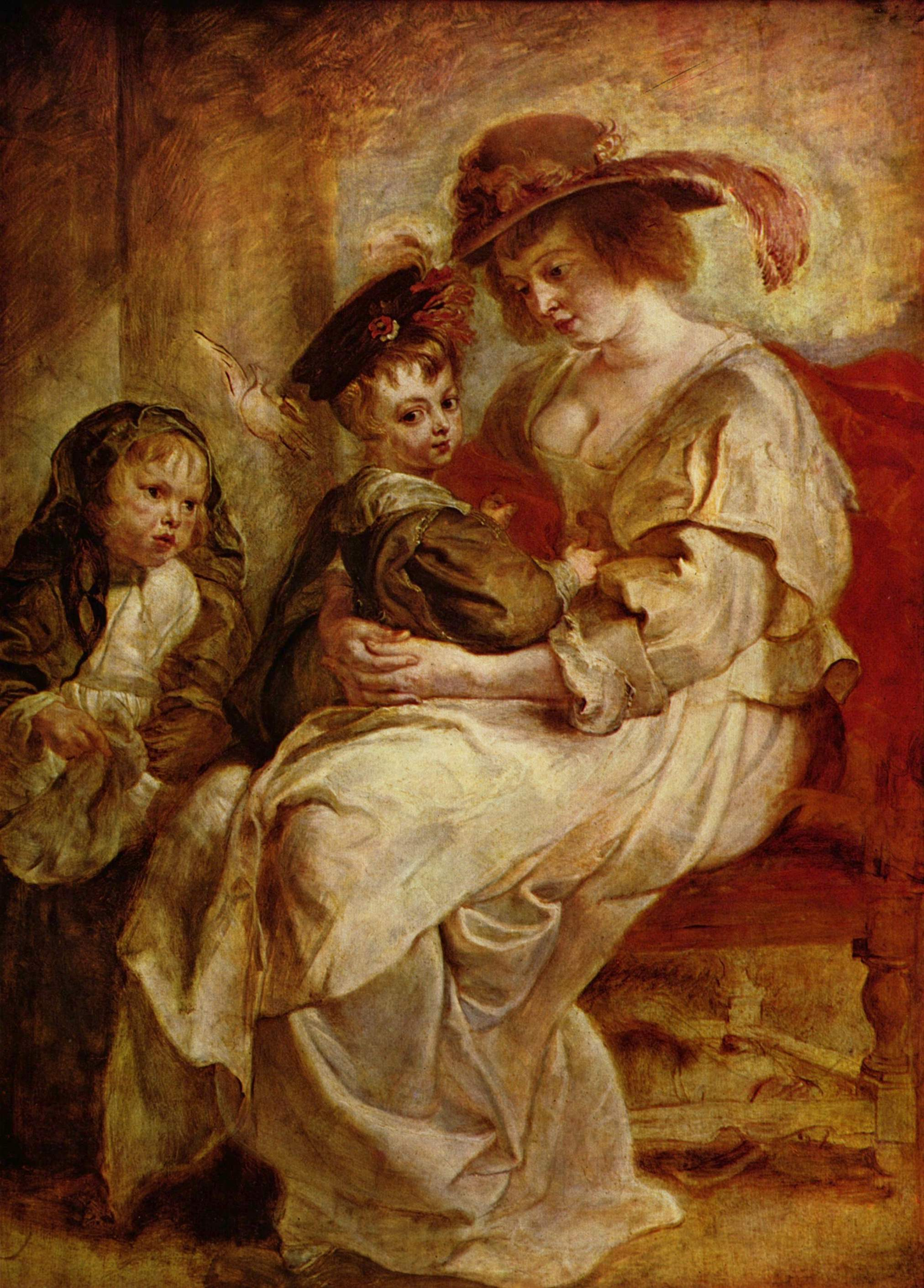
Helena Fourment z dziećmi (ok. 1636), Luwr, Paryż

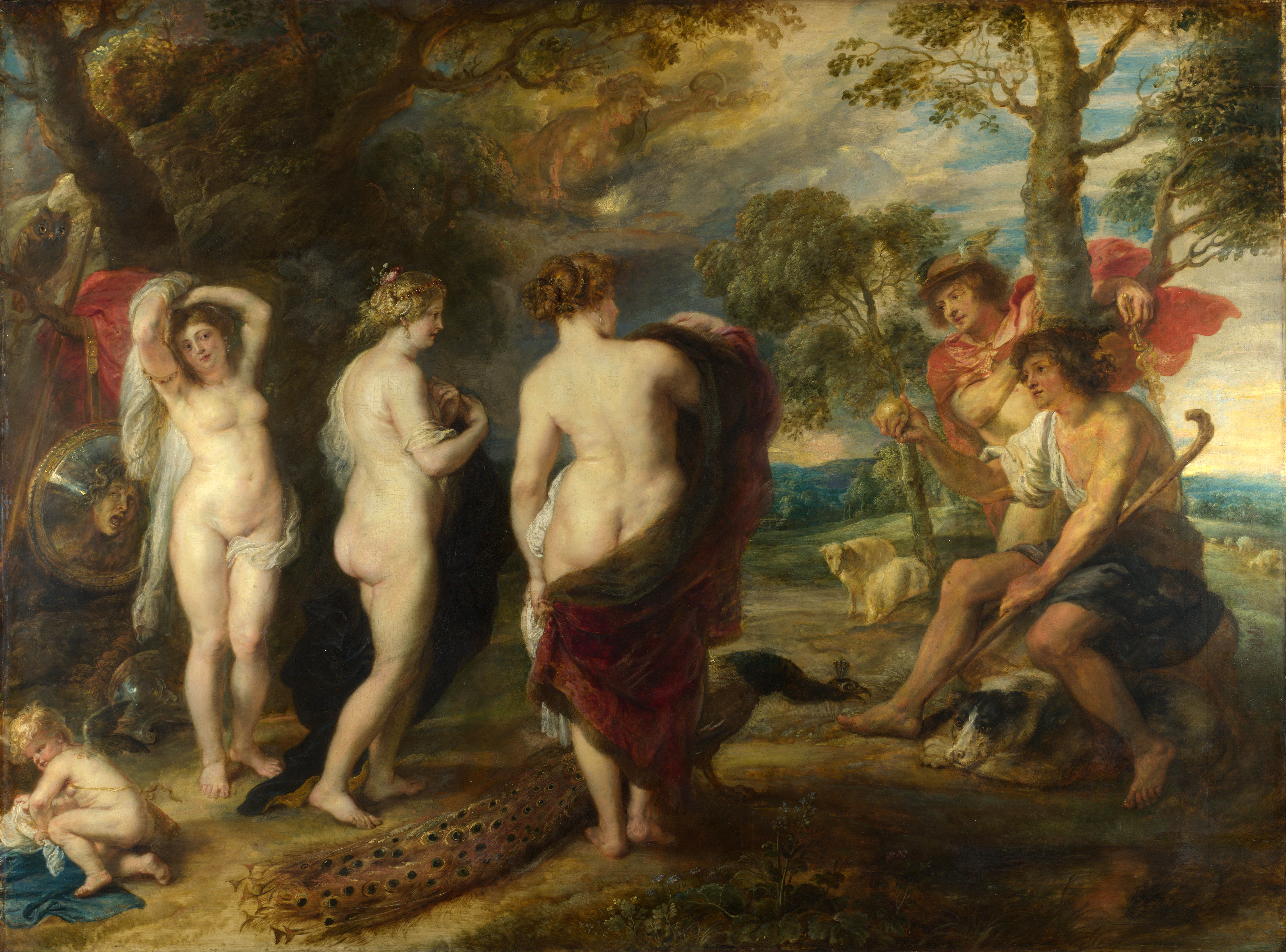
Sąd Parysa (ok. 1636), National Gallery, Londyn

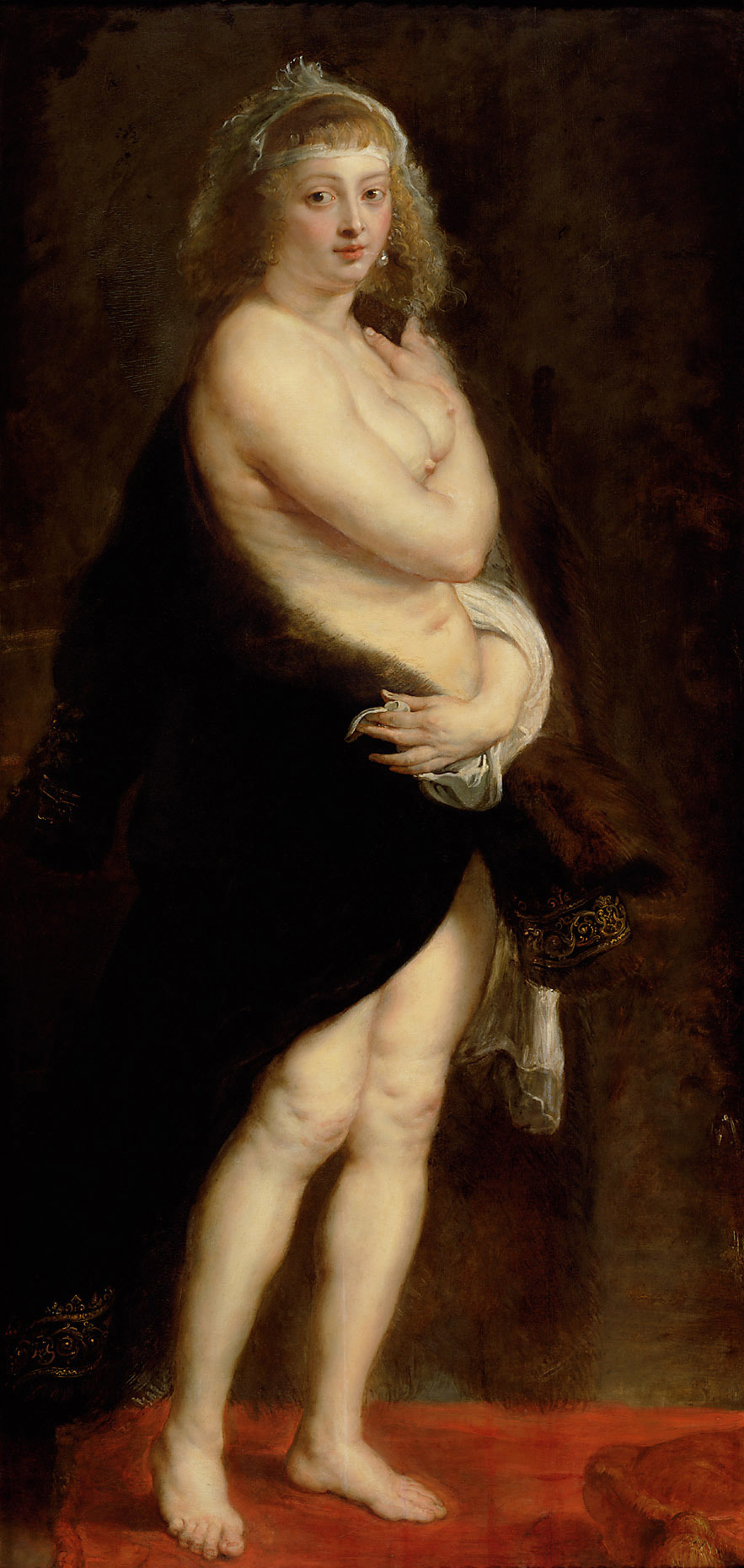
Portret Heleny Fourment w futrze (1636-38), Kunsthistorisches Museum, Wiedeń

Trzy Gracje (1637-38), Prado, Madryt

Peter Paul Rubens (ur. 28 czerwca 1577 w Siegen, zm. 30 maja 1640 w Antwerpii) – flamandzki malarz, jeden z najwybitniejszych malarzy epoki baroku.

## Młodość
Peter Paul Rubens urodził się jako szóste z siedmiorga dzieci prawnika Jana Rubensa. Ojciec zmarł, gdy Paul miał 10 lat. Rodzina Rubensów przeniosła się do Antwerpii. W wieku 13 lat został paziem hrabiny Lalaing.

## Lata nauki i podróże
Gruntownie wykształcony w Antwerpii w pracowniach: Adama van Noorta, Tobiasa Verhaechta malarza krajobrazów i Otto van Veena w latach 1596–1600. W 1598 r. uzyskał tytuł mistrzowski w antwerpskiej gildii św. Łukasza i wyruszył do Italii, gdzie w 1600 rozpoczął służbę na dworze książąt Gonzagów w Mantui. W latach 1601–1602 przebywał w Rzymie, od 1603 z polecenia księcia Mantui w Hiszpanii, później w latach 1604–1605 w służbie księcia V. Gonzagi w Mantui i Wenecji.
Od roku 1606 mieszkał w Genui, później w Rzymie do 1608.
Po powrocie do ojczyzny objął w 1608 r. w Antwerpii funkcję malarza nadwornego arcyksięcia Alberta i infantki Izabeli. Rubens stopniowo zyskiwał sławę międzynarodową – odbył podróże dyplomatyczne na dwory Holandii, Anglii i Hiszpanii, a jego klientami zostali: Maria Medycejska, Ludwik XIII, Karol I Stuart. Przebywając na dworze francuskim wykonał dla króla Ludwika XIII 12 arrasów oraz 25 olbrzymich malowideł do zamku matki króla Marii Medycejskiej. W Anglii otrzymał tytuł szlachecki. Jednocześnie pracował nad wielkimi płótnami dla kościołów Antwerpii, Aalst, Malines i Madrytu.

## Rozwój twórczości Rubensa
Dzieła Rubensa powstałe w 1601 w Rzymie dla kościoła Santa Croce w Gerusalemme („Znalezienie Krzyża”, „Koronowanie cierniem”, „Wzniesienie Krzyża”) wykazują jeszcze zależność od Otto van Veena i wpływy Tycjana, Tintoretta i Correggia. Z okresu madryckiego (1603) pochodzą pełne charakterystyki półpostacie 12 Apostołów (Apostolado del duque de Lerma) i portret konny księcia Lerma. W Mantui powstał kolosalny tryptyk, którego część środkowa („Rodzina Gonzagów adoruje Trójcę Świętą”) znajduje się w Mantui, jedno boczne skrzydło w Antwerpii („Chrzest Chrystusa”), drugie w Nancy. Oddźwięk wpływów Correggia znajdujemy w obrazie ołtarzowym, powstałym 1606 w Rzymie („Adoracja Najświętszej Marii Panny przez Św.Jerzego i in. świętych”, obecnie w Grenoble), wpływy Caravaggia w scenie obrzezania z roku 1607 (Genua, Sant’Ambrogio). W roku 1608 powstaje nowe ujęcie obrazu „Adoracja Najświętszej Marii Panny” dla Chiesa nuova w Rzymie.
Po powrocie do Antwerpii został Rubens w roku 1609 malarzem nadwornym pary namiestnikowskiej Niderlandów, Albrechta i Izabeli. Styl jego staje się swobodniejszy, działanie mas bardziej zwarte, tonacja ciał jaśniejsza, budowa i oświetlenie scen mocno dramatyczne. Z okresu tego pochodzą: trójdzielne „Wzniesienie krzyża” w katedrze antwerpskiej (1610), tamże: „Zdjęcie z krzyża” z „Ofiarowaniem w świątyni” i „Nawiedzeniem” (1611, 1614). Echa sztuki włoskiej widoczne w scenach mitologicznych, jak „Prometeusz” (Oldenburg), „Wenus, Amor, Ceres i Bachus” (Kassel), „Ziębnąca Wenus” (1614, Antwerpia) i in. Z roku 1609 pochodzi piękny autoportret artysty z żoną, Izabelą Brant (Monachium). Od mniej więcej 1615 roku otrzymywał Rubens tyle zamówień, że dużą część pracy pozostawiał uczniom, z których najzdolniejszy, Antoon van Dyck, miał do blisko 1620 roku duży udział w dziełach mistrza. Własnoręczne dzieła Rubensa tego okresu (1615–1620) wykazują pełnię rozwoju jego stylu i wspaniały koloryt: „Sąd ostateczny” (Monachium), „Pochód dzieci”, „Porwanie córek Leukippa”, „Bitwa Amazonek” (Monachium), „Polowanie na lwy” (tamże), „Polowanie na wilki” (Nowy Jork), „Polowanie na dziki” (Drezno), dalej portrety i krajobrazy.
W latach (1620–1630) odbył Rubens kilka podróży w celach dyplomatycznych i artystycznych do Paryża (1622, 1623, 1625), Madrytu (1628, 1629) i Londynu (1629, 1630). Najwspanialszym dziełem tego okresu jest cykl dużych obrazów, przedstawiających dzieje Marii Medycejskiej, przeznaczony do pałacu Luksemburskiego (1622–1625, obecnie w Luwrze), przy którego wykonaniu pomagali mu uczniowie. W czasie swych wizyt w Hiszpanii oglądał bogate kolekcje malarstwa zgromadzone w Alkazarze w Madrycie, w Escorialu i innych siedzibach królewskich, oprowadzany przez Diego Velázqueza. Wykonał wówczas wiele kopii znanych dzieł ze zbiorów hiszpańskich, głównie obrazów Tycjana. W Anglii w sali reprezentacyjnej w pałacu Whitehall ozdobił sklepienie 9 scenami z dziejami Jakuba I, które jednak mgła londyńska zniszczyła nie do poznania. Dzieła religijne tego okresu („Pokłon trzech króli” Antwerpia, „Wychowanie NMP.” (tamże)) malowane są z wielkim temperamentem. Najważniejsze wśród portretów: Izabela Brant (Petersburg i Florencja) i portret obu synów Rubensa. Druga żona Rubensa (od roku 1630), młoda Helena Fourment (portrety w Monachium, Petersburgu, Wiedniu i in.), była natchnieniem starzejącego się artysty w oddaniu piękna kobiecego w scenach religijnych, mitologicznych i miłosnych. Dzieła jego nabierają miękkości i blasku; koloryt staje się harmonijny i łagodnie stonowany na ciepłym, brązowawym tonie zasadniczym. Najważniejsze z tego okresu: ołtarz św. Ildefonsa (1630–1632, obecnie w Wiedniu), „Madonna wśród świętych” w kaplicy grobowej Rubensa w Kościele Świętego Jakuba w Antwerpii, „Święto Wenery” (Wiedeń), „Ogrody miłości” (Paryż, Madryt), „Taniec wieśniaków” (Luwr). Pod koniec swego życia zaczął się Rubens głęboko interesować krajobrazem, tworząc jedne z najpiękniejszych dzieł sztuki flamandzkiej: „Zachód słońca” (Londyn), krajobrazy z tęczą (Monachium, Petersburg), „Powrót z pracy” (Florencja) i in. Sztuka Rubensa jest w malarstwie XVII w. szczytem stylu barokowego. Bujność kształtów, ruch ciał, przepych barw, w połączeniu z dramatyczną siłą i patosem jego dzieł odpowiadały więcej ideałowi piękna XVII w., niż bardziej uduchowiona, w swym skupieniu unikająca reprezentacyjnego efektu, sztuka Rembrandta.
W ostatnich latach swego życia zaczął malować nastrojowe pejzaże oraz sceny rodzajowe z życia ludu, głównie kiermasze i zabawy. Sir Peter Paul Rubens zmarł 30 maja 1640 w Antwerpii. Przyczyną jego śmierci było zakażenie prawej ręki.

### Kopie dzieł Tycjana wykonane w czasie pobytu w Hiszpanii

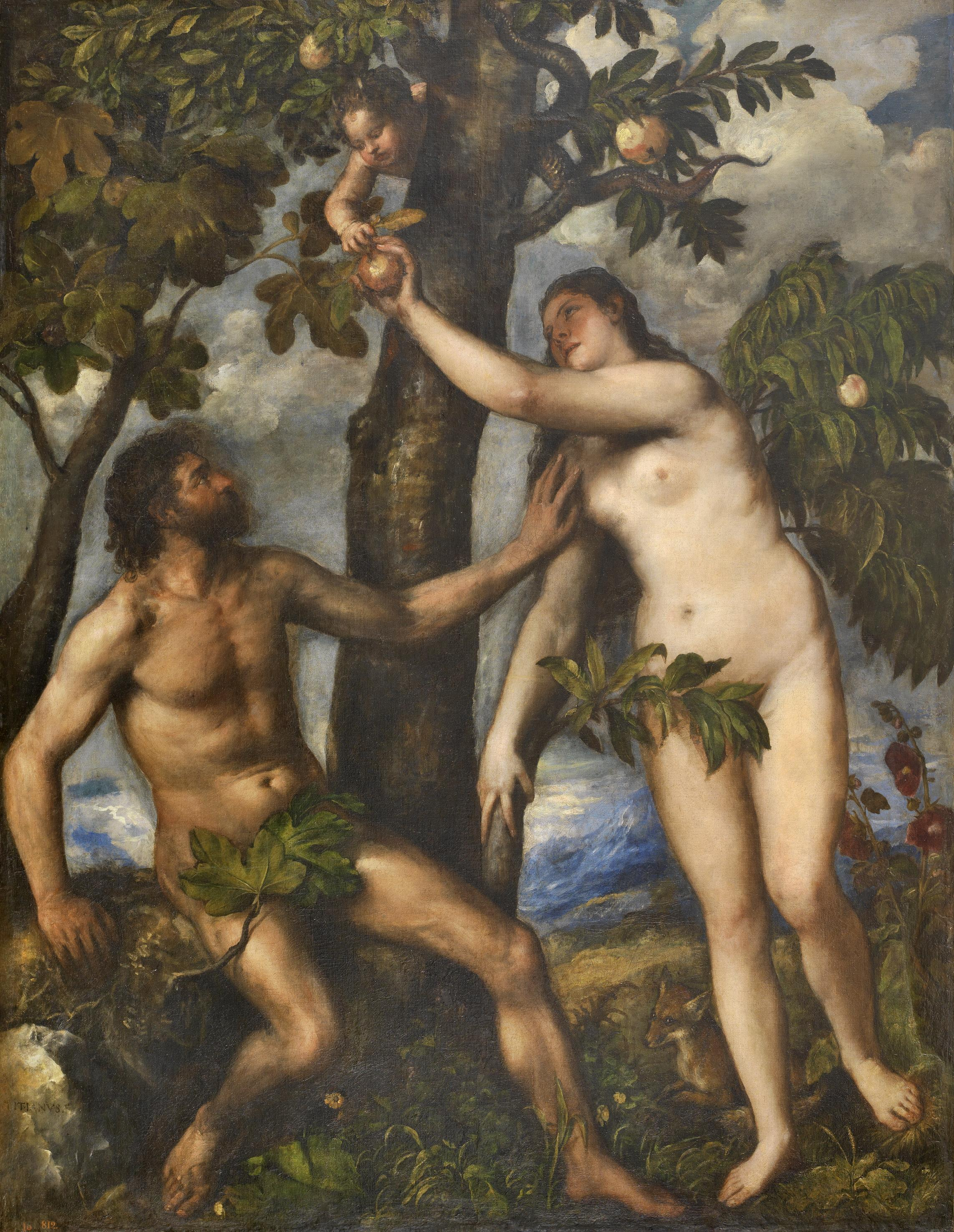
Adam i Ewa, Tycjan
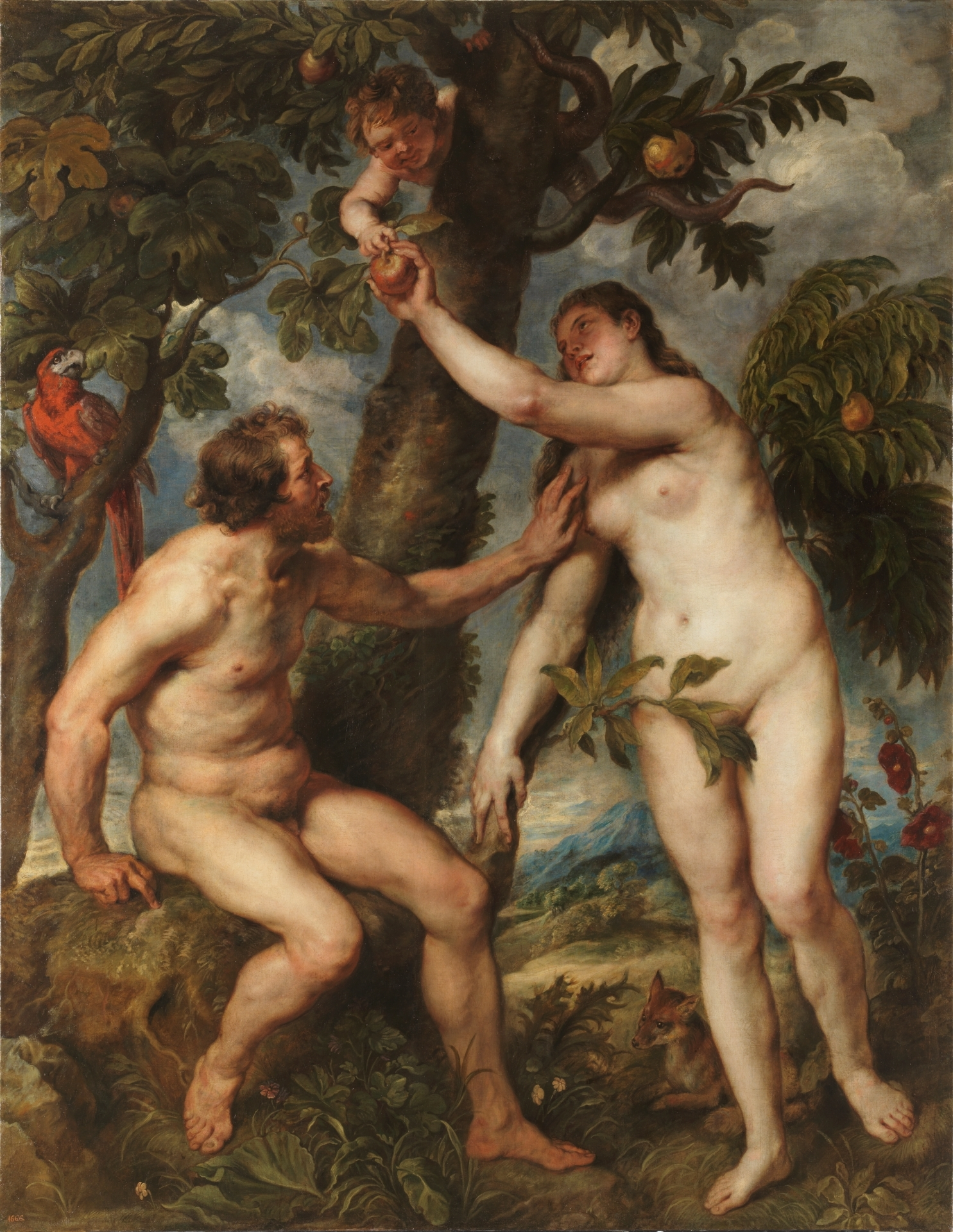
Adam i Ewa, Rubens
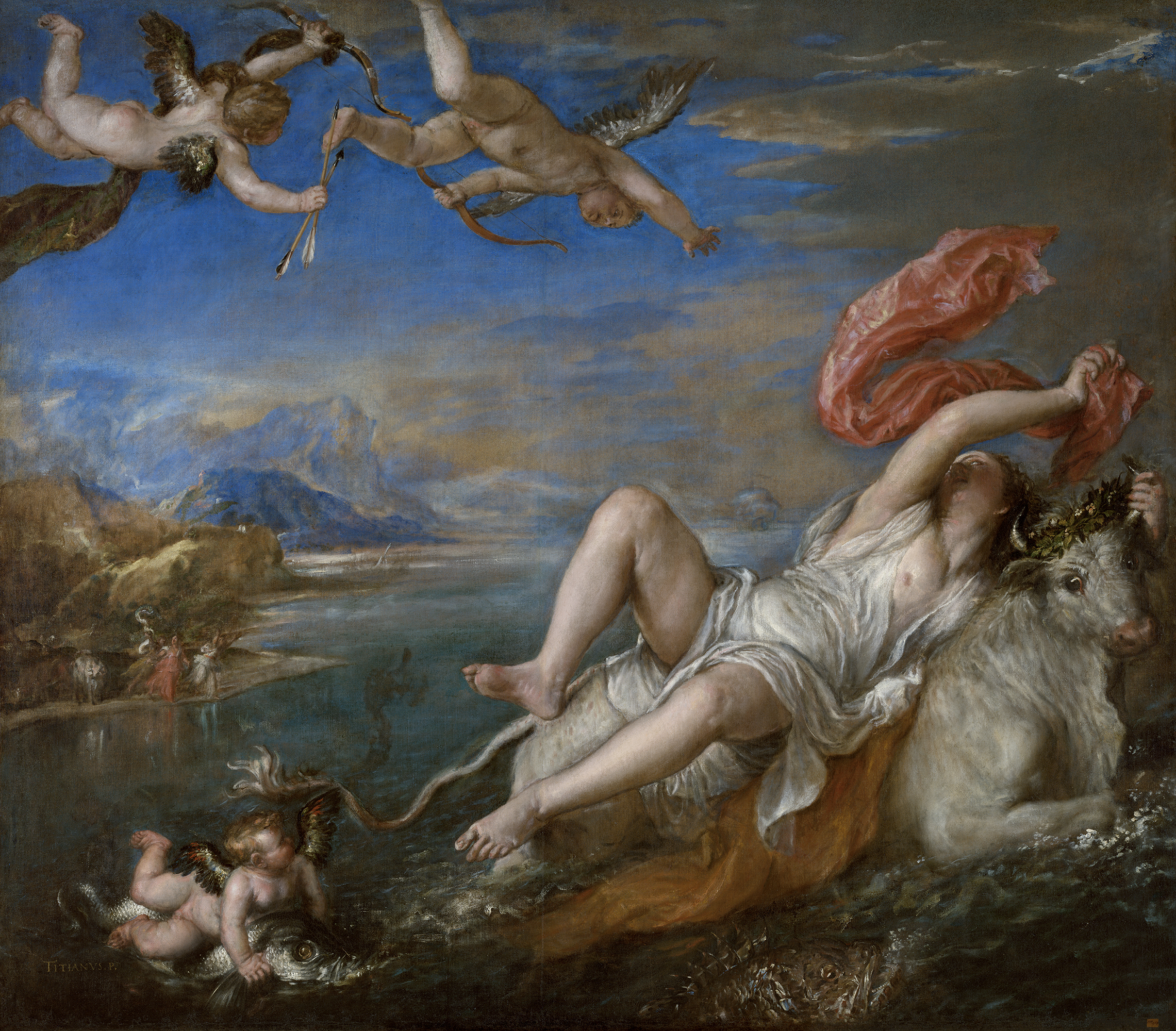
Porwanie Europy, Tycjan
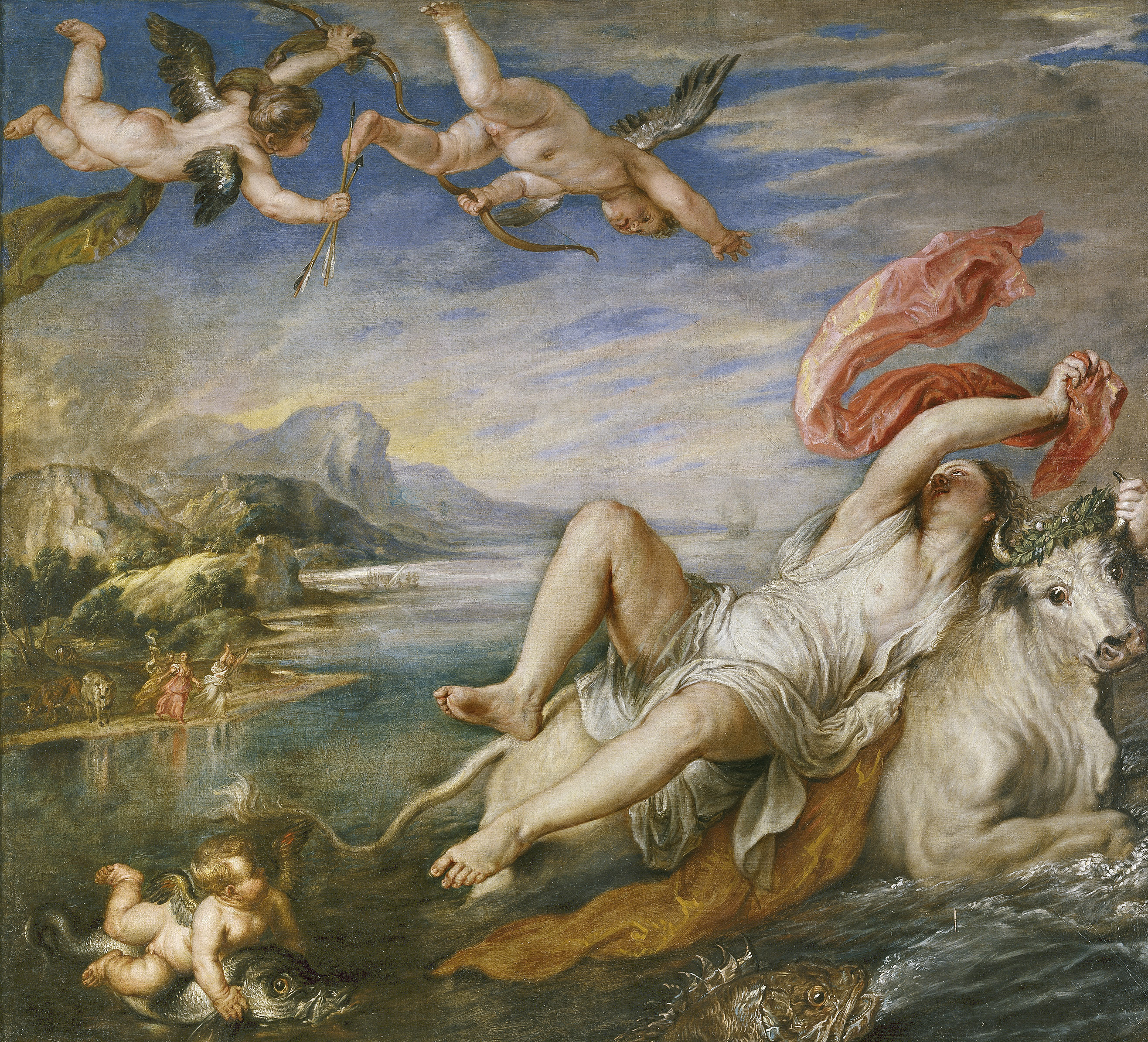
Porwanie Europy, Rubens

## Ocena twórczości
Twórczość malarska artysty obejmuje 2000 obrazów.
W swojej twórczości skupił takie cechy epoki jak: wybujałość, żywiołowość, dynamikę, niepokój i zmysłowość. Dzięki niezwykłej indywidualności narzucił swój styl całemu malarstwu flamandzkiemu na kilkadziesiąt lat.
Malarstwo religijne realizował interpretując ze spontaniczną pasją chrześcijańskie tematy cierpienia, chwały, cudów, ekstazy. Tworząc dzieła o tematyce mitologicznej dał wyraz kultowi zdrowego i silnego ciała człowieka – odznaczające się obfitością kształtów akty rubensowskie stały się jednym z synonimów malarstwa barokowego.
Rubens malował także portrety kobiece, męskie wizerunki reprezentacyjne, ponadto sceny z polowań oraz nastrojowe krajobrazy o bogatym kolorycie. Wykonywał też kartony do tkanin, liczne rysunki przeznaczone do rytowania, szkice dla architektów i dekoracje miejskie.
W zakresie stosowanych środków malarskich Rubens ewoluował od śmiałych kontrastów ciepłych i zimnych barw do palety bardziej umiarkowanej, z przewagą bieli, żółci kadmowej, cynobru i lakowej czerwieni. Przejrzyste warstwy farb tonował grą światła, którą skupiał na zgrubieniach warstwy malarskiej. Były to wartości nowatorskie, stawiające Rubensa wśród najwybitniejszych kolorystów w dziejach sztuki.
W 1632 wydana została w Antwerpii luksusowa edycja tomu poezji Lyricorum librorum Macieja Kazimierza Sarbiewskiego z miedziorytami Rubensa.
Widok obrazu „Polowanie na lwy” został wykorzystany na okładce albumu grupy muzycznej Terror pt. Always The Hard Way z 2006.

## Uczniowie Rubensa
Wywarł olbrzymi wpływ m.in. na malarstwo angielskie i francuskie XVIII w., a także na romantyków. Jego najwybitniejszymi uczniami i współpracownikami byli: Jacob Jordaens, Antoon van Dyck, Frans Snyders, Jan Brueghel (młodszy), Jan Fyt, Abraham van Diepenbeeck, Jan Wildens, David Teniers, Daniel Seghers, Adriaen Brouwer, Erasmus Quellinus, Cornelis Schut, Theodoor van Thulden, Lucas van Uden i inni.

## Wybrane dzieła

### Tryptyki
- Podniesienie krzyża – 1609-1610, Luwr, Paryż
- Podniesienie krzyża – 1610, Katedra Najświętszej Marii Panny, Antwerpia
- Zdjęcie z krzyża – ok. 1611–1614, olej na panelu, 420,5 × 320 i 420,5 × 150 (x 2) cm, Katedra Najświętszej Marii Panny, Antwerpia
- Zmartwychwstanie Chrystusa – 1611-1612, Katedra Najświętszej Marii Panny, Antwerpia
- Niedowiarstwo św. Tomasza – 1613-1615, Koninklijk Museum voor Schone Kunsten, Antwerpia
- Męczeństwo św. Szczepana – ok. 1617, Musée des Beaux-Arts, Valenciennes
- Pietà – 1618, Koninklijk Museum voor Schone Kunsten, Antwerpia
- Tryptyk Świętego Ildefonsa – 1630-1631, Kunsthistorisches Museum, Wiedeń

### Obrazy religijne
- Adam i Ewa – 1599–1600, Rubenshuis, Antwerpia
- Opłakiwanie Chrystusa – 1603, Galeria Borghese, Rzym
- Obrzezanie – 1605, Akademia Sztuk Pięknych w Wiedniu, Wiedeń
- Obrzezanie – 1605, kościół del Gesù, Genua
- Święci Grzegorz, Maur, Papinian i Domitylla – 1606, olej na płótnie, 200 × 128 cm, Gemäldegalerie, Berlin
- Św. Jerzy walczący ze smokiem – ok. 1606, Prado, Madryt
- Ukrzyżowanie – 1606–1610, Prado, Madryt
- Madonna della Vallicella czczona przez świętych Grzegorza, Domityllę, Maura, Papina, Nerusza, Achillea 1607, Musée de Grenoble, Grenoble
- Zuzanna i starcy – 1607–1608, Galeria Borghese, Rzym
- Madonna della Vallicella wielbiona przez aniołów – 1608, Santa Maria in Vallicella, Rzym
- Męczeństwo św. Sebastiana – ok. 1608, Galleria Corsini, Rzym
- Pokłon pasterzy – 1608, Ermitaż, Petersburg
- Pokłon Trzech Króli – ok. 1609, Prado, Madryt
- Zwiastowanie – 1609-10, Kunsthistorisches Museum, Wiedeń
- Zuzanna i starcy – 1609–1610, Królewska Akademia Sztuk Pięknych św. Ferdynanda, Madryt
- Koronacja Najświętszej Marii Panny – 1609-11 Ermitaż, Petersburg
- Zuzanna i starcy – ok. 1611, Ermitaż, Petersburg
- Zdjęcie z krzyża – ok. 1611–1614, olej na panelu, 420,5 × 320 i 420,5 × 150 (x 2) cm, Katedra Najświętszej Marii Panny, Antwerpia
- Złożenie do grobu – 1611–1612, National Gallery of Canada, Ottawa
- Św. Jakub Apostoł – 1612-1613, Prado, Madryt
- Chrystus w koronie cierniowej (Ecce Homo) – 1612, olej deska, 125,7 × 96,5, Ermitaż, Petersburg
- Chrystus upadający pod krzyżem – ok. 1612-1615, olej deska, 65 × 47,5 cm, Muzeum Narodowe w Warszawie
- Niewierny Tomasz – 1613–1615, Koninklijk Museum voor Schone Kunsten, Antwerpia
- Św. Sebastian – ok. 1614, Gemäldegalerie, Berlin
- Opłakiwanie Chrystusa – 1614, Kunsthistorisches Museum, Wiedeń
- Wniebowzięcie Matki Boskiej – 1611-1614, Kunsthistorisches Museum, Wiedeń
- „Duży” Sąd Ostateczny 1614-1616, Stara Pinakoteka, Monachium
- Daniel w jaskini lwów – ok. 1615, National Gallery of Art, Waszyngton
- Résurrection du Christ – 1617-1619, Musée des beaux-arts de Marseille, Marsylia

- Judyta z głową Holofernesa – ok. 1616, Herzog Anton Ulrich-Museum, Brunszwik
- Stygmatyzacja św. Franciszka – ok. 1616, Wallraf-Richartz-Museum, Kolonia
- Ukrzyżowanie – ok. 1618, Koninklijk Museum voor Schone Kunsten, Antwerpia
- Powrót syna marnotrawnego – 1618, Koninklijk Museum Voor Schone Kunsten, Antwerpia
- Zdjęcie z krzyża – 1618, Ermitaż, Petersburg
- Cud św. Ignacego Loyoli – 1618–1619, Dulwich Picture Gallery(inne języki), Londyn
- Cud św. Ignacego Loyoli – 1619, kościół del Gesù
- Ostatnia Komunia Św. Franciszka z Asyżu – 1619, Fitzwilliam Museum, Cambridge
- Upadek zbuntowanych aniołów – ok. 1619, Stara Pinakoteka, Monachium
- Madonna w girlandzie – 1618–1620, Stara Pinakoteka, Monachium
- Dawid spotyka Abigail – ok. 1620, płótno, 123 × 228, National Gallery of Art, Waszyngton
- Przebicie włócznią – 1620, Koninklijk Museum voor Schone Kunsten, Antwerpia
- „Mały” Sąd Ostateczny – ok. 1620, Stara Pinakoteka, Monachium
- Salomon i królowa Saby – 1620, Courtauld Institute of Art, Londyn
- Pokłon Trzech Króli – 1624, Koninklijk Museum voor Schone Kunsten, Antwerpia
- Pokłon Trzech Króli – 1626–1629, Luwr, Paryż
- Triumf Kościoła nad Złością, Niezgodą i Nienawiścią – ok. 1628, Prado, Madryt
- Wniebowzięcie Najświętszej Marii Panny – 1626 Katedra Najświętszej Marii Panny, Antwerpia
- Madonna z Dzieciątkiem – wraz z Erasmusem Quellinusem II 1630, 168,5 × 120,5 cm, Muzeum Pałacu Króla Jana III, Warszawa
- Św. Rodzina ze św. Anną – ok. 1630, Prado, Madryt
- Koronacja św. Katarzyny – 1631, Museum of Art, Toledo
- Ostatnia Wieczerza – 1631–1632, Ermitaż, Petersburg
- Ostatnia Wieczerza – 1631–1632, Pinakoteka Brera, Mediolan
- Uczta Heroda – 1633, National Gallery of Scotland, Edynburg
- Pokłon Trzech Króli – 1634, King’s College Chapel, Cambridge
- Batszeba u źródła – ok. 1635, Galeria Obrazów Starych Mistrzów, Drezno
- Męczeństwo św. Liwina – ok. 1635, Koninklijk Museum voor Schone Kunsten, Antwerpia
- Droga na Kalwarię – 1636–1637, Królewskie Muzea Sztuk Pięknych, Bruksela
- Rzeź niewiniątek – ok. 1637, Stara Pinakoteka, Monachium
- Męczeństwo św. Tomasza – 1639, Galeria Narodowa, Praga
- Św. Cecylia – 1639–1640, Gemäldegalerie, Berlin
- Adam i Ewa – Prado, Madryt
- Lot z córkami – Staatliches Museum(inne języki), Schwerin
- Zdjęcie z krzyża – Palais des Beaux-Arts, Lille

### Sceny mitologiczne
- Bitwa Amazonek – 1597-1599, kolekcja Avv. EmileVerrijken, Antwerpia
- Leda z łabędziem – 1598-1600, Galeria Obrazów Starych Mistrzów, Drezno
- Sąd Parysa (1601-02) – Muzeum Historii Sztuki, Wiedeń
- Upadek Faetona – 1604-1605, National Gallery of Art, Waszyngton
- Zatonięcie Eneasza – 1604-1605, Gemäldegalerie, Berlin
- Wenus i Adonis – 1609, Museum Kunst Palast(inne języki), Düsseldorf
- Junona i Argus – 1609-1611, Wallraf-Richartz-Museum Kolonia
- Pijany Herkules – ok. 1611, Galeria Obrazów Starych Mistrzów, Drezno
- Ganimedes i orzeł – ok. 1611-1612, olej na płótnie, 203 × 203 cm, Palais Schwarzenberg, Wiedeń
- Bachanalia – 1612-1614, Palazzo Durazzo Pallavicini(inne języki), Genua
- Kupidyn z łukiem – 1614, Stara Pinakoteka, Monachium
- Wenus i Adonis – 1614, Ermitaż, Petersburg
- Zmarznięta Wenus (Venus Frigida) – 1614, Koninklijk Museum voor Schone Kunsten, Antwerpia
- Bachanalia – 1615, Ermitaż, Petersburg
- Posąg Ceres – ok. 1615, Ermitaż, Petersburg
- Toaleta Wenus – ok. 1615, Muzeum Thyssen-Bornemisza, Madryt
- Diana i jej nimfy podglądane przez satyry – 1616, pałac Hampton Court, Londyn
- Bitwa Amazonek – 1616-1618, Stara Pinakoteka, Monachium
- Pijany Sylen – 1616-1617, Stara Pinakoteka, Monachium
- Porwanie córek Leukippa ok. 1618, Stara Pinakoteka, Monachium
- Pitagoras zachwalający wegetarianizm – 1618-1620, olej na płótnie, 262 × 378.9 cm, pałac Hampton Court, Londyn
- Perseusz i Andromeda – wczesne lata 20, Ermitaż, Petersburg
- Pijany Sylen – ok. 1620, National Gallery, Londyn
- Perseusz i Andromeda – 1620, Galeria Obrazów Starych Mistrzów, Drezno
- Mucius Scaevola przed Porsenną – wraz z van Dyckiem przed 1621, 187 × 156 cm, Muzeum Sztuk Pięknych w Budapeszcie
- Diana i Kalisto – 1628-1629, kolekcja prywatna, kopia obrazu Tycjana
- Porwanie Europy – ok. 1630, Prado, Madryt
- Merkury i Argus – 1635-1638, Galeria Obrazów Starych Mistrzów w Dreźnie
- Porwanie Sabinek – 1635-1637, National Gallery w Londynie
- Nimfy Diany zaskoczone przez satyrów – 1635-1640, olej na płótnie, Prado, Madryt
- Sąd Parysa – 1635-1638, National Gallery w Londynie
- Merkury i Argus – 1636, 179 × 297 cm, Prado, Madryt
- Święto Wenus – 1636, Kunsthistorisches Museum, Wiedeń
- Orfeusz i Eurydyka – 1636-1638, Prado, Madryt
- Stworzenie Drogi Mlecznej – 1636-1638, Prado, Madryt
- Trzy Gracje – 1637-1638, Prado, Madryt
- Saturn pożerający swego syna – 1636-1639, Prado, Madryt
- Andromeda – ok. 1638, Gemäldegalerie Berlin
- Sąd Parysa – ok. 1639, Prado, Madryt
- Bachus – ok. 1640, Ermitaż, Petersburg
- Perseusz i Andromeda – ok. 1640, Prado, Madryt
- Dydona i Eneasz – Städelsches Kunstinstitut, Frankfurt
- Jupiter i Danae – panel, 27,8 × 21 cm, kolekcja prywatna
- Wenus i Adonis – Metropolitan Museum of Art, Nowy Jork

### Autoportrety
- Autoportret z przyjaciółmi z Mantui – 1602, Wallraf-Richartz-Museum, Kolonia
- Autoportret z Isabelą Brant – 1609-1610, Stara Pinakoteka, Monachium
- Autoportret – 1628-1630, Rubenshuis, Antwerpia
- Autoportret – 1639, Kunsthistorisches Museum, Wiedeń
- Autoportret z żoną Helene Fourment i synem Peterem Paulem – ok. 1639, olej na płótnie, 203,8 × 158,1 cm, Metropolitan Museum of Art, Nowy Jork
- Autoportret w kapeluszu – Uffizi, Florencja

### Portrety
- Portret księcia Lermy – ok. 1603, Prado, Madryt
- Portret Niccolò Pallavicino – 1604, kolekcja prywatna
- Książę Ferdynand Gonzaga – 1604-1605, Marmiano di Traversetolo, Parma
- Książę Vincenzo Gonzaga – 1604-1605, Kunsthistorisches Museum, Wiedeń
- Portret Izabeli d’Este – ok. 1605, Kunsthistorisches Museum, Wiedeń
- Dama z karłem – 1606, The National Trust, Kingston Lacy
- Maria Serra Pallavicino – 1606, The National Trust, Kingston Lacy
- Portret markizy Brygidy Spinola – 1606, National Gallery of Art, Waszyngton
- Portret konny Giovanniego Carla Dorii – 1606-1607, Galleria Nazionale di Palazzo Spinola, Genua
- Dziewczyna z wachlarzem – 1612-1614, Kunsthistorisches Museum, Wiedeń
- Infantka Izabela Klara Eugenia – 1615, Kunsthistorisches Museum, Wiedeń
- Portret arcyksięcia Albrechta Austriackiego – 1615, Prado, Madryt
- Portret Marii Medycejskiej, królowej Francji – ok. 1622, Prado, Madryt
- Suzanne Fourment w stroju pasterki – 1622, kolekcja prywatna
- Słomkowy kapelusz – 1622-1625, National Gallery, Londyn
- Portret Ludwika Nonniusa – ok. 1627, National Gallery, Londyn
- Helena Fourment w stroju ślubnym – ok. 1630, Stara Pinakoteka, Monachium
- Thomas Howard, drugi książę Arundel – 1629-1630, Isabella Stewart Gardner Museum, Boston
- Debora kip, z dziećmi – 1630, National Gallery of Art, Waszyngton
- Nagi młodzieniec – 1630, Muzeum Brytyjskie, Londyn
- Portret Heleny Fourment z książką w ręce – 1630-1632, Courtauld Institute of Art, Londyn
- Portret kardynała infanta – ok. 1634, Prado, Madryt
- Helena Fourment z synem Fransem – ok. 1635, Stara Pinakoteka, Monachium
- Helena Fourment z dziećmi – 1636-1637, Luwr, Paryż
- Portret Heleny Fourment w futrze – 1636-1638, Kunsthistorisches Museum, Wiedeń
- Portret Heleny Fourment z powozem w tle – ok. 1639, Luwr, Paryż
- Helena Fourment – Mauritshuis, Haga
- Hagar na pustyni – olej na drewnie, 71,5 × 72,6 cm, Dulwich College, Londyn
- Portret konny króla Zygmunta III Wazy – olej na płótnie, 266 × 184, ok. 1624

### Pejzaże
- Krajobraz z Laeken – 1618-1619, zbiory królewskie, Londyn
- Wożenie kamieni – 1620, olej przeniesiony z drewna na płótno, 87 × 126,5 cm, Ermitaż, Petersburg
- Krajobraz burzowy – ok. 1625, Kunsthistorisches Museum, Wiedeń
- Krajobraz wieczorny z wozem – 1620-1625, Museum Boijmans Van Beuningen, Rotterdam
- Krajobraz z krowami i dzikim ptactwem – ok. 1630, Gemäldegalerie, Berlin
- Krajobraz ze sceną polowania na dzika kalidońskiego – przed 1630, Prado, Madryt
- Krajobraz ze św. Jerzym i smokiem – ok. 1630, Royal Collection(inne języki), Windsor
- Krajobraz z tęczą – 1632-1635, Ermitaż, Petersburg
- Krajobraz z zachodem słońca – 1635-1640, National Gallery, Londyn
- Krajobraz z zamkiem Steen- ok. 1635, Kunsthistorisches Museum, Wiedeń
- Krajobraz ze śluzą – 1635-1640, Ermitaż, Petersburg
- Krajobraz z krowami – ok. 1636, Stara Pinakoteka, Monachium
- Pejzaż z tęczą – ok. 1640, Stara Pinakoteka, Monachium
- Pejzaż jesienny z widokiem na Het Steen w świetle poranka – 1636, olej na drewnie, 131 × 229 cm, National Gallery, Londyn
- Powrót z pola – 1636-1637, Galleria Palatina, Florencja
- Krajobraz z tęczą – 1638, Wallace Collection, Londyn

### Apoteoza życia i rządów Marii Medycejskiej(1622–25)
(Galeria Medycejska (Médicis) w Luwrze)
1. Parki przędzące nić losu Marii
2. Narodziny Marii
3. Edukacja Marii
4. Henryk IV otrzymuje portret Marii
5. Zaślubiny per procura, 3 XI 1600
6. Przybycie do Marsylii
7. Przybycie do Lyonu
8. Narodziny następcy tronu (przyszłego Ludwika XIII), 27 IX 1601
9. Ustanowienie regencji Marii, 20 III 1610
10. Koronacja Marii, 13 V 1610
11. Apoteoza Henryka IV i ogłoszenie regencji Marii
12. Dobrodziejstwo rządów (Bogowie doradzający Marii)
13. Triumf z okazji zajęcia Juelich, 1 IX 1610
14. Wymiana księżniczek (małżeństwa następców tronu Francji i Hiszpanii, 9 XI 1615) – 1622-1625, olej na płótnie, 394 × 295 cm, Luwr, Paryż
15. Szczęśliwe czasy regencji Marii Medycejskiej
16. Pełnoletniość Ludwika XIII (przekazanie regencji, 20 X 1614)
17. Ucieczka Marii z Blois, 22 II 1619
18. Układ w Angouleme, 30 IV 1619
19. Pokój w Angers, 10 VIII 1620
20. Ostateczne pojednanie Ludwika XIII i Marii, 15 XII 1621
21. Triumf prawdy
22. Maria Medycejska jako Bellona (depozyt w pałacu wersalskim)
23. Portret Joanny Austriackiej, matki Marii (depozyt w pałacu wersalskim)
24. Portret Wielkiego ks. Toskanii Franciszka I Medyceusza (depozyt w pałacu wersalskim)

Dwa obrazy z cyklu życia króla Francji Henryka IV (cykl nieukończony)
- Henryk IV w bitwie pod Ivry
- Triumf Henryka IV – 1630, olej na płótnie, 380 × 692 cm, Uffizi, Florencja

### Alegorie i inne dzieła

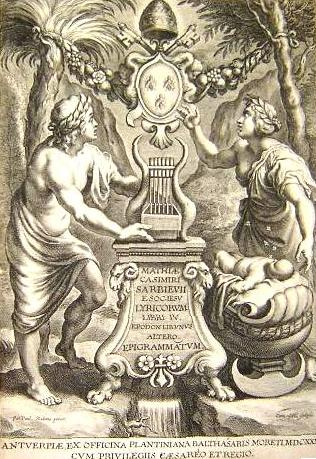
Frontyspis Lyricorum librorum Macieja Kazimierza Sarbiewskiego na podstawie szkicu Rubensa

- Bitwa pod Anghiari – 1600-1608, Luwr, Paryż
- Caritas Romana – ok. 1612, Ermitaż, Petersburg
- Czterej filozofowie – 1611-1612, Galleria Palatina, Florencja
- Prometeusz skowany – 1612, wraz z Fransem Snydersem, Philadelphia Museum of Art Philadelphia
- Cztery kontynenty – 1612-1613, Kunsthistorisches Museum, Wiedeń
- Śmierć Seneki – 1614, 181x152, Stara Pinakoteka, Monachium
- Raj i grzech pierworodny – 1617, wraz z Brueghlem, deska 74,5 × 114,5 cm, Mauritshuis, Haga
- Polowanie na dzika – 1615-1620, Galeria Obrazów Starych Mistrzów w Dreźnie
- Polowanie na hipopotama – 1615-1616, Stara Pinakoteka, Monachium
- Zjednoczenie Wody i Ziemi – ok. 1618, Ermitaż, Petersburg
- Pokój i wojna (Minerwa chroni Pokój przed Marsem) – 1629-1630, National Gallery, Londyn
- Ogród miłości – ok. 1633, Prado, Madryt
- Kiermasz – 1630-1635, Luwr, Paryż
- Okropności wojny – 1637, Galleria Palatina, Florencja
- Skutki wojny – 1638, olej na płótnie, 206 × 345 cm, Galleria Palatina, Florencja

### Grafiki i szkice pomocnicze
- Cesarzowa i śmierć – 1592-1595, kolekcja prywatna (kopia dzieła Hansa Holbeina)
- Cztery szkice aktów – 1595-1597, rysunek, Luwr, Paryż
- Tors Belwederski – 1601-1602, Rubenshuis, Antwerpia
- Podniesienie z krzyża – 1620, szkic, Luwr, Paryż
- Święta Katarzyna Aleksandryjska – 1620-1621, akwaforta, Instituto nazionale per la Grafica, Rzym

## Muzea z dziełami Rubensa
Największa na świecie kolekcja dzieł Rubensa znajduje się w Starej Pinakotece w Monachium.
Po kilkadziesiąt jego obrazów posiadają:
- Ermitaż w Petersburgu
- Muzeum Historii Sztuki w Wiedniu
- Prado w Madrycie
- Luwr w Paryżu
- National Gallery w Londynie
- Królewskie Muzea Sztuk Pięknych w Brukseli
- Królewskie Muzeum Sztuk Pięknych w Antwerpii

Po kilkanaście jego obrazów posiadają, między innymi:
- Galeria Obrazów Starych Mistrzów w Dreźnie
- Gemäldegalerie w Berlinie
- J. Paul Getty Museum w Los Angeles
- Narodowa Galeria Sztuki w Waszyngtonie